# Résultats par département des élections législatives françaises de 2007
L'élection des députés de la XIIIe législature de la Cinquième République française a lieu les 10 et 17 juin 2007. Cette page présente les résultats, classés par département.
En cas de triangulaires, le battu indiqué est le candidat arrivé deuxième et les scores au second tour sont mis en italiques.

## Ain

Députés élus de l'Ain par circonscription

Dans ce département où elle dirige encore le conseil général, l'UMP réédite le « grand chelem » de 2002, deux députés étant élu et réélu au premier tour : respectivement Charles de La Verpillière, président du conseil général, dans le secteur d'Oyonnax, et Michel Voisin dans celui de Miribel.
| Circonscription | Député sortant       | Parti | Parti | Député élu ou réélu       | Parti | Parti |
| --------------- | -------------------- | ----- | ----- | ------------------------- | ----- | ----- |
| 1re             | Jean-Michel Bertrand |       | UMP   | Xavier Breton             |       | UMP   |
| 2e              | Lucien Guichon       |       | UMP   | Charles de La Verpillière |       | UMP   |
| 3e              | Étienne Blanc        |       | UMP   | Étienne Blanc             |       | UMP   |
| 4e              | Michel Voisin        |       | UMP   | Michel Voisin             |       | UMP   |

## Aisne

Députés élus de l'Aisne par circonscription

Les équilibres sont maintenus dans l'Aisne, où la gauche garde les trois circonscriptions qu'elle détenait. Dans la circonscription de Laon, le député socialiste sortant René Dosière, non-réinvesti par le PS, sort finalement victorieux de la "primaire" à gauche au premier tour, puis conserve son siège au second sous l'étiquette Divers gauche. À droite, le ministre du Travail Xavier Bertrand s'offre une victoire dès le premier tour dans le secteur de Saint-Quentin, tandis qu'au sud, dans le secteur de Chateau-Thierry, Isabelle Vasseur doit attendre le second tour pour succéder à Renaud Dutreil, parti se faire élire dans la Marne.
| Circonscription                                 | Député sortant                              | Parti | Parti         | Député élu ou réélu   | Parti | Parti         |
| ----------------------------------------------- | ------------------------------------------- | ----- | ------------- | --------------------- | ----- | ------------- |
| 1re                                             | René Dosière                                |       | PS            | René Dosière          |       | Divers gauche |
| 2e                                              | Pascale Gruny suppléante de Xavier Bertrand |       | UMP           | Xavier Bertrand       |       | UMP           |
| 3e                                              | Jean-Pierre Balligand                       |       | PS            | Jean-Pierre Balligand |       | PS            |
| 4e                                              | Jacques Desallangre                         |       | Divers gauche | Jacques Desallangre   |       | Divers gauche |
| 5e                                              | Daniel Gard* suppléant de Renaud Dutreil*   |       | UMP           | Isabelle Vasseur      |       | UMP           |
| * député sortant ne se représentant pas en 2007 |                                             |       |               |                       |       |               |

## Allier

Députés élus de l'Allier par circonscription

Le PS est incontestablement le grand gagnant de ce scrutin dans un département où, par le passé, la compétition avait souvent tourné en un duel entre le PCF et la droite. Celle-ci perd les deux sièges qu'elle détenait jusque-là : celui du maire UMP de Moulins Pierre-André Périssol ainsi que celui d'Yves Simon dans l'ancien fief communiste du Bocage bourbonnais, perdu pour seulement 738 voix. Dans les deux cas, ils sont récupérés par le PS, tout comme la circonscription de Montluçon, cette fois-ci au détriment du PCF. En effet, tandis que le député communiste sortant Pierre Goldberg ne se représentait pas, c'est le socialiste Bernard Lesterlin qui a triomphé dans la "primaire" à gauche au premier tour, avant d'être élu au second. Pour la première fois, tous les candidats communistes auront été éliminés dès le premier tour. Au sud-est, le radical de gauche sortant Gérard Charasse est confortablement réélu en battant pour la troisième fois consécutive le maire UMP de Vichy Claude Malhuret.
| Circonscription | Député sortant        | Parti | Parti | Député élu ou réélu | Parti | Parti         |
| --------------- | --------------------- | ----- | ----- | ------------------- | ----- | ------------- |
| 1re             | Pierre-André Périssol |       | UMP   | Guy Chambefort      |       | Divers gauche |
| 2e              | Pierre Goldberg       |       | PCF   | Bernard Lesterlin   |       | PS            |
| 2e              | Yves Simon            |       | UMP   | Jean Mallot         |       | PS            |
| 4e              | Gérard Charasse       |       | PRG   | Gérard Charasse     |       | PRG           |

## Alpes-de-Haute-Provence

Députés élus des Alpes-de-Haute-Provence par circonscription

Même si la situation politique reste inchangée, le président du conseil général des Alpes-de-Haute-Provence, Jean-Louis Bianco se retrouva distancé par la droite après le premier tour tandis que dans la 2e, l'Union pour un mouvement populaire dépassait les 46 % des voix. Le second tour est marqué, comme au niveau national, par un regain de voix pour la gauche.
| Circonscription | Député sortant    | Parti | Parti | Député élu ou réélu | Parti | Parti |
| --------------- | ----------------- | ----- | ----- | ------------------- | ----- | ----- |
| 1re             | Jean-Louis Bianco |       | PS    | Jean-Louis Bianco   |       | PS    |
| 2e              | Daniel Spagnou    |       | UMP   | Daniel Spagnou      |       | UMP   |

## Hautes-Alpes

Députés élus des Hautes-Alpes par circonscription

Ici aussi, les sortants sont réélus mais désormais le MoDem atteint partout les 14 % et se reporte très majoritairement à gauche, ce qui conforte Joël Giraud dans la circonscription de Briançon et rapproche la gauche d'Henriette Martinez dans celle de Gap.
| Circonscription | Député sortant     | Parti | Parti | Député élu ou réélu | Parti | Parti |
| --------------- | ------------------ | ----- | ----- | ------------------- | ----- | ----- |
| 1re             | Henriette Martinez |       | UMP   | Henriette Martinez  |       | UMP   |
| 2e              | Joël Giraud        |       | PRG   | Joël Giraud         |       | PRG   |

## Alpes-Maritimes

Députés élus des Alpes-Maritimes par circonscription

La Majorité Présidentielle réalise le carton plein, en se faisant élire dans 7 des 9 circonscriptions au premier tour. Dans ce département très ancré à droite, les députés sortants ont semble-t-il bénéficié à plein du siphonage des voix du Front national déjà observé lors de l'élection présidentielle, puisque Nicolas Sarkozy y avait écrasé Jean-Marie Le Pen au premier tour en récoltant 43,59 % des voix avant de triompher logiquement de sa rivale socialiste en approchant la barre des 70 %. Dans les deux seules circonscriptions où un second tour était nécessaire, le FN n'est pas en mesure de maintenir ses candidats. Il s'agit de celle de Nice-centre où l'UMP Éric Ciotti est finalement venu à bout du député sortant Jérôme Rivière dans la "primaire" à droite du premier tour, avant de l'emporter sur le patron de la fédération socialiste départementale au second, et de celle de Cannes où le député-maire UMP sortant Bernard Brochand s'impose au détriment d'un candidat Divers droite. 
| Circonscription | Député sortant                                     | Parti | Parti | Député élu ou réélu      | Parti | Parti |
| --------------- | -------------------------------------------------- | ----- | ----- | ------------------------ | ----- | ----- |
| 1re             | Jérôme Rivière                                     |       | UMP   | Éric Ciotti              |       | UMP   |
| 2e              | Muriel Marland-Militello                           |       | UMP   | Muriel Marland-Militello |       | UMP   |
| 3e              | Rudy Salles                                        |       | UDF   | Rudy Salles              |       | NC    |
| 4e              | Jean-Claude Guibal                                 |       | UMP   | Jean-Claude Guibal       |       | UMP   |
| 5e              | Charles Ange Ginésy suppléant de Christian Estrosi |       | UMP   | Christian Estrosi        |       | UMP   |
| 6e              | Lionnel Luca                                       |       | UMP   | Lionnel Luca             |       | UMP   |
| 7e              | Jean Leonetti                                      |       | UMP   | Jean Leonetti            |       | UMP   |
| 8e              | Bernard Brochand                                   |       | UMP   | Bernard Brochand         |       | UMP   |
| 9e              | Michèle Tabarot                                    |       | UMP   | Michèle Tabarot          |       | UMP   |

## Ardèche

Députés élus de l'Ardèche par circonscription

La surprise de ce scrutin est la défaite du député-maire UMP sortant d'Annonay Gérard Weber dans le nord du département, après un score au premier tour qui lui laissait entrevoir une issue favorable. La victoire inattendue du socialiste Olivier Dussopt, qui devient le plus jeune député de la législature, est le signe d'un réveil de l'électorat de gauche entre les deux tours. Du même coup, elle permet au PS de redevenir majoritaire, avec deux sièges sur trois. Au sud, la circonscription d'Aubenas reste entre les mains de l'UMP Jean-Claude Flory.
| Circonscription | Député sortant    | Parti | Parti | Député élu ou réélu | Parti | Parti |
| --------------- | ----------------- | ----- | ----- | ------------------- | ----- | ----- |
| 1re             | Pascal Terrasse   |       | PS    | Pascal Terrasse     |       | PS    |
| 2e              | Gérard Weber      |       | UMP   | Olivier Dussopt     |       | PS    |
| 3e              | Jean-Claude Flory |       | UMP   | Jean-Claude Flory   |       | UMP   |

## Ardennes

Députés élus des Ardennes par circonscription

Tous les sortants sont réélus sur cette terre historiquement plutôt à gauche, mais où celle-ci est en repli (Nicolas Sarkozy l'a emporté avec 53,53 % des suffrages exprimés au second tour de l'élection présidentielle). La gauche conserve tant bien que mal son fief de Charleville-Nord, le socialiste Philippe Vuilque y recueillant cependant un score moins élevé qu'en 2002, tandis que dans les deux autres circonscriptions, l'UMP l'emporte haut la main, notamment face au président du conseil régional, Jean-Paul Bachy, lequel a été exclu du PS pour avoir maintenu sa candidature contre la chevènementiste Gisèle Dessieux.
| Circonscription | Député sortant    | Parti | Parti | Député élu ou réélu | Parti | Parti |
| --------------- | ----------------- | ----- | ----- | ------------------- | ----- | ----- |
| 1re             | Bérengère Poletti |       | UMP   | Bérengère Poletti   |       | UMP   |
| 2e              | Philippe Vuilque  |       | PS    | Philippe Vuilque    |       | PS    |
| 3e              | Jean-Luc Warsmann |       | UMP   | Jean-Luc Warsmann   |       | UMP   |

## Ariège

Députés élus de l'Ariège par circonscription

Véritable forteresse du Parti socialiste, les deux circonscriptions ariègeoises ont élu les candidats de celui-ci avec plus de 60 % des voix, après un très bon premier tour où ils ont dominé les candidats UMP.
| Circonscription | Député sortant     | Parti | Parti | Député élu ou réélu | Parti | Parti |
| --------------- | ------------------ | ----- | ----- | ------------------- | ----- | ----- |
| 1re             | Augustin Bonrepaux |       | PS    | Frédérique Massat   |       | PS    |
| 2e              | Henri Nayrou       |       | PS    | Henri Nayrou        |       | PS    |

## Aube

Députés élus de l'Aube par circonscription

Le département confirme son attachement profond à la droite. Bénéficiant de la poursuite de l'érosion du FN, les candidats UMP arrivent largement en tête. Dans la 1re, Nicolas Dhuicq prend facilement la succession de Pierre Micaux. Quant à Jean-Claude Mathis et François Baroin, ils sont mieux élus qu'en 2002, le député-maire de Troyes retrouvant même son siège dès le premier tour.
| Circonscription | Député sortant                             | Parti | Parti | Député élu ou réélu | Parti | Parti |
| --------------- | ------------------------------------------ | ----- | ----- | ------------------- | ----- | ----- |
| 1re             | Pierre Micaux                              |       | UMP   | Nicolas Dhuicq      |       | UMP   |
| 2e              | Jean-Claude Mathis                         |       | UMP   | Jean-Claude Mathis  |       | UMP   |
| 3e              | Gérard Menuel suppléant de François Baroin |       | UMP   | François Baroin     |       | UMP   |

## Aude

Députés élus de l'Aude par circonscription

On observe une grande stabilité dans ce département, réputé pour être un bastion socialiste. Pourtant, au soir du premier tour, deux des trois députés PS sortants semblaient menacés. Finalement, Jean-Claude Perez dans le secteur de Carcassonne et Jacques Bascou dans celui de Narbonne limitent la casse et sont réélus avec des scores en léger recul par rapport à 2002. C'est une nouvelle fois à l'ouest du département, dans la circonscription de Castelnaudary-Limoux, que la gauche réalise son meilleur score. Le socialiste Jean-Paul Dupré y obtient facilement un troisième mandat.
| Circonscription | Député sortant    | Parti | Parti | Député élu ou réélu | Parti | Parti |
| --------------- | ----------------- | ----- | ----- | ------------------- | ----- | ----- |
| 1re             | Jean-Claude Perez |       | PS    | Jean-Claude Perez   |       | PS    |
| 2e              | Jacques Bascou    |       | PS    | Jacques Bascou      |       | PS    |
| 3e              | Jean-Paul Dupré   |       | PS    | Jean-Paul Dupré     |       | PS    |

## Aveyron

Députés élus de l'Aveyron par circonscription

Bien que la droite domine une nouvelle fois les législatives dans ce département, la gauche progresse de quelques points par rapport à 2002, et surtout parvient à reconquérir la circonscription de Villefranche-de-Rouergue, dans l'ouest. La socialiste Marie-Lou Marcel coiffe au poteau le député UMP sortant Serge Roques, en dépit du retard qu'elle accusait au terme du premier tour et qui tenait à une assez faible mobilisation de l'électorat de gauche et à la concurrence d'une candidate radicale de gauche. Dans le secteur de Rodez, l'UMP Yves Censi est réélu mais moins confortablement que la fois précédente. Enfin, plus au sud, dans la circonscription de Millau, où l'implantation de la droite est la plus importante, Alain Marc manque de peu d'être élu au premier tour mais réalise un score inférieur à celui de son prédécesseur Jacques Godfrain en 2002 lors du second tour.
| Circonscription | Député sortant   | Parti | Parti | Député élu ou réélu | Parti | Parti |
| --------------- | ---------------- | ----- | ----- | ------------------- | ----- | ----- |
| 1re             | Yves Censi       |       | UMP   | Yves Censi          |       | UMP   |
| 2e              | Serge Roques     |       | UMP   | Marie-Lou Marcel    |       | PS    |
| 3e              | Jacques Godfrain |       | UMP   | Alain Marc          |       | UMP   |

## Bouches-du-Rhône

Députés élus des Bouches-du-Rhône par circonscription

| Circonscription | Député sortant                                   | Parti | Parti | Député élu ou réélu     | Parti | Parti     |
| --------------- | ------------------------------------------------ | ----- | ----- | ----------------------- | ----- | --------- |
| 1re             | Roland Blum                                      |       | UMP   | Roland Blum             |       | UMP       |
| 2e              | Dominique Tian suppléant de Jean-François Mattei |       | UMP   | Dominique Tian          |       | UMP       |
| 3e              | Jean Roatta                                      |       | UMP   | Jean Roatta             |       | UMP       |
| 4e              | Frédéric Dutoit                                  |       | PCF   | Henri Jibrayel          |       | PS        |
| 5e              | Bruno Gilles suppléant de Renaud Muselier        |       | UMP   | Renaud Muselier         |       | UMP       |
| 6e              | Guy Teissier                                     |       | UMP   | Guy Teissier            |       | UMP       |
| 7e              | Sylvie Andrieux                                  |       | PS    | Sylvie Andrieux         |       | PS        |
| 8e              | Christophe Masse                                 |       | PS    | Valérie Boyer           |       | UMP       |
| 9e              | Bernard Deflesselles                             |       | UMP   | Bernard Deflesselles    |       | UMP       |
| 10e             | Richard Mallié                                   |       | UMP   | Richard Mallié          |       | UMP       |
| 11e             | Christian Kert                                   |       | UMP   | Christian Kert          |       | UMP       |
| 12e             | Éric Diard                                       |       | UMP   | Éric Diard              |       | UMP       |
| 13e             | Michel Vaxès                                     |       | PCF   | Michel Vaxès            |       | PCF       |
| 14e             | Maryse Joissains-Masini                          |       | UMP   | Maryse Joissains-Masini |       | UMP       |
| 15e             | Léon Vachet                                      |       | UMP   | Bernard Reynès          |       | diss. UMP |
| 16e             | Roland Chassain                                  |       | UMP   | Michel Vauzelle         |       | PS        |

## Calvados

Députés élus du Calvados par circonscription

Les forces politiques se rééquilibrent puisque la gauche enlève deux circonscriptions à la droite, l'empêchant de rééditer le grand chelem de 2002. C'est à Caen que la gauche reprend pied, notamment avec la large victoire du président PS du conseil régional Philippe Duron sur la députée-maire UMP sortante Brigitte Le Brethon. Dans ce département orienté au centre-droit, les élus UDF sortants n'ont pas suivi la voie tracée par le dirigeant centriste François Bayrou et ont choisi de maintenir l'alliance avec la droite en se représentant sous l'étiquette du Nouveau Centre. Ceci permet à Claude Leteurtre de conserver son siège dans la circonscription de Lisieux, mais son collègue Rodolphe Thomas ne connait pas le même succès à Caen-Est. Dans le reste du département, les députés UMP sortants sont confortablement réélus.
| Circonscription | Député sortant                            | Parti | Parti | Député élu ou réélu | Parti | Parti |
| --------------- | ----------------------------------------- | ----- | ----- | ------------------- | ----- | ----- |
| 1re             | Brigitte Le Brethon                       |       | UMP   | Philippe Duron      |       | PS    |
| 2e              | Rodolphe Thomas                           |       | UDF   | Laurence Dumont     |       | PS    |
| 3e              | Claude Leteurtre                          |       | UDF   | Claude Leteurtre    |       | NC    |
| 4e              | Yves Boisseau suppléant de Nicole Ameline |       | UMP   | Nicole Ameline      |       | UMP   |
| 5e              | Jean-Marc Lefranc                         |       | UDF   | Jean-Marc Lefranc   |       | UMP   |
| 6e              | Jean-Yves Cousin                          |       | UMP   | Jean-Yves Cousin    |       | UMP   |

## Cantal

Députés élus du Cantal par circonscription

Ce département, historiquement acquis à la droite, où Nicolas Sarkozy a dépassé 55 % des voix au second tour de l'élection présidentielle, envoie une nouvelle fois deux députés de droite à l'Assemblée. Dans la 1re, le président du conseil général, Vincent Descoeur, réussit assez facilement à prendre la succession de Yves Coussain. Dans la 2e, Alain Marleix est une nouvelle fois confortablement réélu dès le premier tour.
| Circonscription | Député sortant | Parti | Parti | Député élu ou réélu | Parti | Parti |
| --------------- | -------------- | ----- | ----- | ------------------- | ----- | ----- |
| 1re             | Yves Coussain  |       | UMP   | Vincent Descœur     |       | UMP   |
| 2e              | Alain Marleix  |       | UMP   | Alain Marleix       |       | UMP   |

## Charente

Députés élus de la Charente par circonscription

Entre les législatives de 2002 et celles de 2007, la gauche a emporté le conseil général et Ségolène Royal, arrivée à la tête de la région en 2004, y a devancé Nicolas Sarkozy. C'est donc une vague rose qui déferle logiquement sur le département et qui conduit à l'élection de quatre députés de gauche. En effet, le PS s'empare de la seule circonscription qui lui manquait, celle de Cognac où Marie-Line Raynaud retrouve le siège qu'elle avait perdu en 2002. Elle profite de la guerre de succession à droite déclenchée par le retrait de Jacques Bobe et l'emporte finalement sur le maire UMP de la ville. De leurs côtés, les députés socialistes sortants Jean-Claude Viollet et Jérôme Lambert sont reconduits haut la main. La compétition a été plus âpre à Angoulême-Nord mais a traversé la gauche locale. Martine Pinville y est élue sous l'étiquette Divers gauche avec le soutien de la section socialiste locale mais après que la direction nationale du PS ait prononcé son exclusion. Elle avait refusé de s'effacer devant Malek Boutih, parachuté par les instances nationales et qu'elle a largement distancé au premier tour. 
| Circonscription | Député sortant        | Parti | Parti | Député élu ou réélu | Parti | Parti |
| --------------- | --------------------- | ----- | ----- | ------------------- | ----- | ----- |
| 1re             | Jean-Claude Viollet   |       | PS    | Jean-Claude Viollet |       | PS    |
| 2e              | Jacques Bobe          |       | UMP   | Marie-Line Reynaud  |       | PS    |
| 3e              | Jérôme Lambert        |       | PS    | Jérôme Lambert      |       | PS    |
| 4e              | Jean-Claude Beauchaud |       | PS    | Martine Pinville    |       | PS    |

## Charente-Maritime

Députés élus de la Charente-Maritime par circonscription

C'est le seul département de la région Poitou-Charentes qui n'a pas voté pour Ségolène Royal lors des présidentielles. Le PS y est donc logiquement dominé par l'UMP. Néanmoins, l'écart se réduit quelque peu puisque le rapport de forces est désormais de trois sièges contre deux en faveur de la droite, alors qu'il était précédemment de quatre contre un. Ce timide rééquilibrage est dû à la circonscription de Saintes, dans l'est du département, dans lequel le député UMP sortant Xavier de Roux s'incline devant la vice-présidente socialiste du conseil régional Catherine Quéré. Si le socialiste Maxime Bono est facilement réélu dans son fief de La Rochelle, le sud du département confirme son ancrage à droite avec les victoires, dès le premier tour, de Didier Quentin et du secrétaire d'État aux transports Dominique Bussereau
| Circonscription | Député sortant                                        | Parti | Parti | Député élu ou réélu | Parti | Parti |
| --------------- | ----------------------------------------------------- | ----- | ----- | ------------------- | ----- | ----- |
| 1re             | Maxime Bono                                           |       | PS    | Maxime Bono         |       | PS    |
| 2e              | Jean-Louis Léonard                                    |       | UMP   | Jean-Louis Léonard  |       | UMP   |
| 3e              | Xavier de Roux                                        |       | UMP   | Catherine Quéré     |       | PS    |
| 4e              | Jean-Claude Beaulieu suppléant de Dominique Bussereau |       | UMP   | Dominique Bussereau |       | UMP   |
| 5e              | Didier Quentin                                        |       | UMP   | Didier Quentin      |       | UMP   |

## Cher

Députés élus du Cher par circonscription

Le département se distingue par une grande stabilité puisque les trois députés sortants sont réélus. Le rapport de force reste inchangé avec deux circonscriptions à droite et une à gauche. Par rapport à 2002, la gauche progresse de 4,5 points dans la 1re et de 2 points dans la 2e mais quasiment pas dans la 
3e où Louis Cosyns est une nouvelle fois élu sur le fil.
| Circonscription | Député sortant       | Parti | Parti | Député élu ou réélu  | Parti | Parti |
| --------------- | -------------------- | ----- | ----- | -------------------- | ----- | ----- |
| 1re             | Yves Fromion         |       | UMP   | Yves Fromion         |       | UMP   |
| 2e              | Jean-Claude Sandrier |       | PCF   | Jean-Claude Sandrier |       | PCF   |
| 3e              | Louis Cosyns         |       | UMP   | Louis Cosyns         |       | UMP   |

## Corrèze

Députés élus de la Corrèze par circonscription

Avec le retrait de Jacques Chirac de la scène politique, la Corrèze semble renouer avec ses très anciennes habitudes électorales en accordant ses faveurs à la gauche. Non seulement Ségolène Royal y a distancé Nicolas Sarkozy avec près de 53 % des voix au second tour de l'élection présidentielle mais, alors qu'elle ne détenait jusqu'ici qu'un siège sur trois, la gauche manque de peu le grand chelem. Le premier secrétaire du PS, François Hollande est réélu avec plus de 60 % des voix dans la circonscription de Tulle. Les duels dans les deux autres circonscriptions sont nettement plus serrés. Le socialiste Philippe Nauche reprend de justesse à Frédéric Soulier la circonscription de Brive la Gaillarde. Par contre, Martine Leclerc échoue pour une centaine de voix à faire basculer celle d'Ussel, l'ancienne terre électorale de Jacques Chirac.
| Circonscription | Député sortant     | Parti | Parti | Député élu ou réélu | Parti | Parti |
| --------------- | ------------------ | ----- | ----- | ------------------- | ----- | ----- |
| 1re             | François Hollande  |       | PS    | François Hollande   |       | PS    |
| 2e              | Frédéric Soulier   |       | UMP   | Philippe Nauche     |       | PS    |
| 3e              | Jean-Pierre Dupont |       | UMP   | Jean-Pierre Dupont  |       | UMP   |

## Corse

### Corse-du-Sud

Députés élus de la Corse-du-Sud par circonscription

Contrairement à 2002, la droite se présente relativement unie, ce qui permet la réélection au premier tour de Camille de Rocca Serra, président UMP de l'Assemblée territoriale, dans la circonscription de Sartène - Porto-Vecchio. En revanche, dans celle d'Ajaccio, le bon report des voix régionalistes sur le député-maire Divers gauche sortant Simon Renucci font pencher la balance en sa faveur, bien qu'il soit élu moins largement qu'en 2002.
| Circonscription | Député sortant         | Parti | Parti | Député élu ou réélu    | Parti | Parti |
| --------------- | ---------------------- | ----- | ----- | ---------------------- | ----- | ----- |
| 1re             | Simon Renucci          |       | CSD   | Simon Renucci          |       | CSD   |
| 2e              | Camille de Rocca Serra |       | UMP   | Camille de Rocca Serra |       | UMP   |

### Haute-Corse

Députés élus de la Haute-Corse par circonscription

Coup de tonnerre dans ce département acquis au PRG. Le député-maire sortant de Bastia et ancien ministre Émile Zuccarelli est battu par l'UMP Sauveur Gandolfi-Scheit qui a largement bénéficié du report des voix nationalistes. Émile Zuccarelli s'étant en effet toujours refusé à l'idée de concessions avec les nationalistes, ceux-ci avaient fait de sa défaite une priorité absolue. De son côté, le président radical de gauche du conseil général Paul Giacobbi est réélu avec un faible écart face à Stéphanie Grimaldi dans la circonscription de Corte - Calvi. Il perd cependant cinq points par rapport à son résultat de 2002.
| Circonscription | Député sortant   | Parti | Parti | Député élu ou réélu     | Parti | Parti |
| --------------- | ---------------- | ----- | ----- | ----------------------- | ----- | ----- |
| 1re             | Émile Zuccarelli |       | PRG   | Sauveur Gandolfi-Scheit |       | UMP   |
| 2e              | Paul Giacobbi    |       | PRG   | Paul Giacobbi           |       | PRG   |

## Côte-d'Or

Députés élus de la Côte-d'Or par circonscription

Le département reste très stable puisque tous les sortants sont réélus, à l'exception de l'UMP Jean-Marc Nudant, qui ne se représentait pas, dans la circonscription de Dijon-Auxonne. Cependant celle-ci reste dans l'escarcelle de la droite. Du même coup, la majorité présidentielle garde l'avantage en Côte d'Or, puisqu'elle y détient quatre sièges sur cinq. Dans toutes les circonscriptions, les duels sont moins serrés qu'en 2002, y compris dans celle de Dijon-Chenôve, seule circonscription de gauche du département, où Claude Darciaux est facilement réélue.
| Circonscription | Député sortant    | Parti | Parti | Député élu ou réélu | Parti | Parti |
| --------------- | ----------------- | ----- | ----- | ------------------- | ----- | ----- |
| 1re             | Bernard Depierre  |       | UMP   | Bernard Depierre    |       | UMP   |
| 2e              | Jean-Marc Nudant  |       | UMP   | Rémi Delatte        |       | UMP   |
| 3e              | Claude Darciaux   |       | PS    | Claude Darciaux     |       | PS    |
| 4e              | François Sauvadet |       | UDF   | François Sauvadet   |       | NC    |
| 5e              | Alain Suguenot    |       | UMP   | Alain Suguenot      |       | UMP   |

## Côtes-d'Armor

Députés élus des Côtes-d'Armor par circonscription

La gauche conforte ses positions dans ce département qui est, de longue date, celui qui lui est plus favorable en Bretagne. Après la prise du conseil régional en 2004, c'est un des rares départements où Ségolène Royal a dépassé 55 % des voix au second tour en 2007. Les législatives se résument donc à un raz de marée en faveur des candidats PS sauf dans la circonscription de Lamballe-Loudéac que le député UMP sortant Marc Le Fur réussit à conserver. Pour la première fois, la majorité des députés élus (trois sur cinq) sont des femmes.
| Circonscription | Député sortant    | Parti | Parti | Député élu ou réélu | Parti | Parti |
| --------------- | ----------------- | ----- | ----- | ------------------- | ----- | ----- |
| 1re             | Danielle Bousquet |       | PS    | Danielle Bousquet   |       | PS    |
| 2e              | Jean Gaubert      |       | PS    | Jean Gaubert        |       | PS    |
| 3e              | Marc Le Fur       |       | UMP   | Marc Le Fur         |       | UMP   |
| 4e              | Marie-Renée Oget  |       | PS    | Marie-Renée Oget    |       | PS    |
| 5e              | Alain Gouriou     |       | PS    | Corinne Erhel       |       | PS    |

## Creuse

Députés élus de la Creuse par circonscription

Le département reconduit une nouvelle fois ses deux députés à l'Assemblée. Tous deux obtiennent d'ailleurs des scores confortables et en hausse comparés à ceux des précédentes législatives. Dans l'ouest du département, le député-maire socialiste sortant de Guéret Michel Vergnier passe le seuil des 60 % et réalise sa meilleure performance depuis sa première élection en 1997. Dans celle de l'est, le chevènementiste Georges Sarre, bien que né dans le département, est considéré comme un « parachuté ». C'est à la suite d'un accord avec le PS qu'il a dû abandonner sa terre d'élection du XIe arrondissement de Paris. Ceci facilite la réélection de l'UMP Jean Auclair.
| Circonscription | Député sortant  | Parti | Parti | Député élu ou réélu | Parti | Parti |
| --------------- | --------------- | ----- | ----- | ------------------- | ----- | ----- |
| 1re             | Michel Vergnier |       | PS    | Michel Vergnier     |       | PS    |
| 2e              | Jean Auclair    |       | UMP   | Jean Auclair        |       | UMP   |

## Dordogne

Députés élus de la Dordogne par circonscription

On note une poussée à gauche dans ce département où Ségolène Royal est arrivée en tête au second tour de l'élection présidentielle (53,38 %). Si le député-maire UMP de Bergerac Daniel Garrigue surnage dans la circonscription du sud-ouest, la droite laisse échapper celle de Nontron à l’extrémité nord du département, dans laquelle le sortant ne se représentait pas. Par conséquent, le PS prend l'avantage, puisqu'il détient trois sièges sur quatre. Pascal Deguilhem prend très facilement la succession de Michel Dasseux dans le secteur de Périgueux et Germinal Peiro est reconduit pour un troisième mandat dans le secteur de Sarlat-la-Canéda.
| Circonscription | Député sortant                                         | Parti | Parti | Député élu ou réélu | Parti | Parti |
| --------------- | ------------------------------------------------------ | ----- | ----- | ------------------- | ----- | ----- |
| 1re             | Michel Dasseux                                         |       | PS    | Pascal Deguilhem    |       | PS    |
| 2e              | Daniel Garrigue                                        |       | UMP   | Daniel Garrigue     |       | UMP   |
| 3e              | Bernard Mazouaud suppléant de Frédéric de Saint-Sernin |       | UMP   | Michel Debet        |       | PS    |
| 4e              | Germinal Peiro                                         |       | PS    | Germinal Peiro      |       | PS    |

## Doubs

Députés élus du Doubs par circonscription

La droite maintient son emprise sur le département malgré le retour de l'ancien ministre socialiste Pierre Moscovici qui récupère le siège qu'il avait perdu cinq ans plus tôt dans la très ouvrière circonscription de Sochaux. Pour la droite, cette perte est compensée par la conquête de la circonscription de Besançon-est, dans laquelle l'ancienne secrétaire d'État du gouvernement Jospin Paulette Guinchard-Kunstler ne se représentait pas. Elle revient à l'UMP Jacques Grosperrin. Dans les trois autres circonscriptions les candidats de droite sont élus, même s'il s'en faut de peu dans celle de Besançon-ouest que Françoise Branget, qui occupe le siège depuis le décès de Claude Girard en 2004, parvient à conserver pour l'UMP avec seulement 124 voix d'avance sur sa rivale socialiste Barbara Romagnan.
| Circonscription | Député sortant                                | Parti | Parti | Député élu ou réélu | Parti | Parti |
| --------------- | --------------------------------------------- | ----- | ----- | ------------------- | ----- | ----- |
| 1e              | Françoise Branget suppléante de Claude Girard |       | UMP   | Françoise Branget   |       | UMP   |
| 2e              | Paulette Guinchard-Kunstler                   |       | PS    | Jacques Grosperrin  |       | UMP   |
| 3e              | Marcel Bonnot                                 |       | UMP   | Marcel Bonnot       |       | UMP   |
| 4e              | Irène Tharin                                  |       | UMP   | Pierre Moscovici    |       | PS    |
| 5e              | Jean-Marie Binetruy                           |       | UMP   | Jean-Marie Binetruy |       | UMP   |

## Drôme

Députés élus de la Drôme par circonscription

Carton plein pour l'UMP qui remporte toutes les circonscriptions du département. Dix ans auparavant, en 1997, le PS avait réalisé la même opération. L'orientation politique du département s'est complètement transformée en seulement deux législatives. Le recul de la gauche, acté en 2002, s'est transformé en déroute après le ralliement d'Éric Besson à Nicolas Sarkozy. Le transfuge du PS offre la circonscription de Montélimar, la seule qui avait résisté à la vague bleue de 2002, à Franck Reynier, qu'il avait battu en 2002. Les députés des autres circonscriptions sont tous réélus.
| Circonscription | Député sortant                            | Parti | Parti | Député élu ou réélu | Parti | Parti |
| --------------- | ----------------------------------------- | ----- | ----- | ------------------- | ----- | ----- |
| 1re             | Patrick Labaune                           |       | UMP   | Patrick Labaune     |       | UMP   |
| 2e              | Éric Besson                               |       | PS    | Franck Reynier      |       | UMP   |
| 3e              | Fabien Limonta suppléant de Hervé Mariton |       | UMP   | Hervé Mariton       |       | UMP   |
| 4e              | Gabriel Biancheri                         |       | UMP   | Gabriel Biancheri   |       | UMP   |

## Eure

Députés élus de l'Eure par circonscription

Stabilité parfaite dans ce département ou l'équilibre politique reste identique à 2002 et favorable à la majorité présidentielle, qui totalise toujours quatre sièges sur cinq. Tous les sortants sont reconduits, en dehors de Jean-Louis Debré, qui a abandonné son siège après sa nomination à la tête du Conseil constitutionnel. Il échoit à Bruno Le Maire, ancien directeur de cabinet de Dominique de Villepin à Matignon. La meilleure performance est réalisée par le ministre centriste de la Défense Hervé Morin, réélu dès le premier tour dans la circonscription de Bernay. Chef de file du groupe UDF dans la précédente Assemblée, il n'a pas suivi les options du président de son parti François Bayrou et s'est rallié à Nicolas Sarkozy entre les deux tours de l'élection présidentielle. Il fonde et préside le Nouveau Centre, qui maintient l'alliance traditionnelle des centristes avec la droite. Une fois encore, François Loncle est le seul socialiste rescapé, dans la circonscription de Louviers au nord du département.
| Circonscription | Député sortant                                       | Parti | Parti | Député élu ou réélu | Parti | Parti |
| --------------- | ---------------------------------------------------- | ----- | ----- | ------------------- | ----- | ----- |
| 1re             | Françoise Charpentier suppléante de Jean-Louis Debré |       | UMP   | Bruno Le Maire      |       | UMP   |
| 2e              | Jean-Pierre Nicolas                                  |       | UMP   | Jean-Pierre Nicolas |       | UMP   |
| 3e              | Hervé Morin                                          |       | UDF   | Hervé Morin         |       | NC    |
| 4e              | François Loncle                                      |       | PS    | François Loncle     |       | PS    |
| 5e              | Franck Gilard                                        |       | UMP   | Franck Gilard       |       | UMP   |

## Eure-et-Loir

Députés élus d'Eure-et-Loir par circonscription

La majorité présidentielle conserve les quatre circonscriptions de ce département solidement ancré à droite. Toutefois, le député-maire UMP sortant de Chartres Jean-Pierre Gorges a bien failli perdre son siège. Il n'est réélu qu'avec seulement 59 voix d'avance à l'occasion d'un scrutin contesté et plus tard invalidé par le Conseil constitutionnel. A contrario, Philippe Vigier, chef de file du groupe centriste au conseil régional, emporte dès le premier tour la circonscription de Châteaudun, jusqu'ici détenue par l'UMP. Il bénéficie de l'accord passé entre le Nouveau Centre et le parti présidentiel.
| Circonscription | Député sortant     | Parti | Parti | Député élu ou réélu  | Parti | Parti |
| --------------- | ------------------ | ----- | ----- | -------------------- | ----- | ----- |
| 1re             | Jean-Pierre Gorges |       | UMP   | Jean-Pierre Gorges   |       | UMP   |
| 2e              | Gérard Hamel       |       | UMP   | Gérard Hamel         |       | UMP   |
| 3e              | François Huwart    |       | PRG   | Laure de La Raudière |       | UMP   |
| 4e              | Alain Venot        |       | UMP   | Philippe Vigier      |       | NC    |

## Finistère

Députés élus du Finistère par circonscription

Porté par une dynamique favorable, le PS reprend l'avantage en contrôlant cinq circonscriptions contre trois à l'UMP. Dans le détail, seules deux circonscriptions passent de droite à gauche: la 1re, tenue par la droite depuis 1993 et la 7e ou l'électorat centriste s'est beaucoup plus reporté sur la candidate socialiste par rapport à 2002, évolution notée dans toute la Bretagne. Tous les autres députés sortants sont réélus. Alors que ces élections débouchent sur une forte progression de la représentation féminine à l'Assemblée nationale, le Finistère, qui avait envoyé plus de femmes que d'hommes à Paris en 2002, est à contre-courant de la tendance nationale, revenant à une parité parfaite au détriment de Marcelle Ramonet.
| Circonscription | Député sortant     | Parti | Parti | Député élu ou réélu | Parti | Parti |
| --------------- | ------------------ | ----- | ----- | ------------------- | ----- | ----- |
| 1re             | Marcelle Ramonet   |       | UMP   | Jean-Jacques Urvoas |       | PS    |
| 2e              | Patricia Adam      |       | PS    | Patricia Adam       |       | PS    |
| 3e              | Marguerite Lamour  |       | UMP   | Marguerite Lamour   |       | UMP   |
| 4e              | Marylise Lebranchu |       | PS    | Marylise Lebranchu  |       | PS    |
| 5e              | Jacques Le Guen    |       | UMP   | Jacques Le Guen     |       | UMP   |
| 6e              | Christian Ménard   |       | UMP   | Christian Ménard    |       | UMP   |
| 7e              | Hélène Tanguy      |       | UMP   | Annick Le Loch      |       | PS    |
| 8e              | Gilbert Le Bris    |       | PS    | Gilbert Le Bris     |       | PS    |

## Gard

Députés élus du Gard par circonscription

Favorisée par la chute du FN, qui ne peut se maintenir dans aucune circonscription, la droite manque de peu de remporter tous les sièges du département. Seul William Dumas, dans la 5e, parvient à sauver l'honneur pour la gauche, en prenant difficilement la succession de Damien Alary. Le PCF poursuit son déclin. Dans la 1re, Alain Clary, qui avait perdu son siège en 2002, ne termine que troisième au premier tour. Dans la 4e, son ancien collègue, Patrick Malavieille parvient à triompher de la candidate socialiste au premier tour mais est plus largement battu qu'en 2002 au second.
| Circonscription | Député sortant                          | Parti | Parti | Député élu ou réélu | Parti | Parti |
| --------------- | --------------------------------------- | ----- | ----- | ------------------- | ----- | ----- |
| 1e              | Yvan Lachaud                            |       | UMP   | Yvan Lachaud        |       | NC    |
| 2e              | Étienne Mourrut                         |       | UMP   | Étienne Mourrut     |       | UMP   |
| 3e              | Jean-Marc Roubaud                       |       | UMP   | Jean-Marc Roubaud   |       | UMP   |
| 4e              | Max Roustan                             |       | UMP   | Max Roustan         |       | UMP   |
| 5e              | William Dumas suppléant de Damien Alary |       | PS    | William Dumas       |       | PS    |

## Haute-Garonne

Députés élus de la Haute-Garonne par circonscription

C'est le grand chelem pour le PS, qui, à contre courant de la tendance nationale, remporte le plus large succès jamais vu depuis le découpage de 1988. Tous les députés socialistes sortants sont réélus sauf dans la 6e où Monique Iborra succède facilement à Hélène Mignon, qui ne se représentait pas. Ce sont deux autres femmes, Martine Martinel dans la 4e et Catherine Lemorton, dans la 1re (qui était la dernière circonscription à n'avoir jamais basculé à gauche), qui complètent cette victoire éclatante, permettant le respect parfait de la parité dans la Haute-Garonne.
| Circonscription | Député sortant                                      | Parti | Parti | Député élu ou réélu | Parti | Parti |
| --------------- | --------------------------------------------------- | ----- | ----- | ------------------- | ----- | ----- |
| 1re             | Bernadette Païx suppléante de Philippe Douste-Blazy |       | UMP   | Catherine Lemorton  |       | PS    |
| 2e              | Gérard Bapt                                         |       | PS    | Gérard Bapt         |       | PS    |
| 3e              | Pierre Cohen                                        |       | PS    | Pierre Cohen        |       | PS    |
| 4e              | Jean Diebold                                        |       | UMP   | Martine Martinel    |       | PS    |
| 5e              | Françoise Imbert                                    |       | PS    | Françoise Imbert    |       | PS    |
| 6e              | Hélène Mignon                                       |       | PS    | Monique Iborra      |       | PS    |
| 7e              | Patrick Lemasle                                     |       | PS    | Patrick Lemasle     |       | PS    |
| 8e              | Jean-Louis Idiart                                   |       | PS    | Jean-Louis Idiart   |       | PS    |

## Gers

Députés élus du Gers par circonscription

Carton plein pour le PS dans ce département qui a placé Ségolène Royal en tête au second tour de la présidentielle. Philippe Martin est réélu sans surprise dans la 1re et Gisèle Biémouret arrache la 2e à Gérard Dubrac.
| Circonscription | Député sortant  | Parti | Parti | Député élu ou réélu | Parti | Parti |
| --------------- | --------------- | ----- | ----- | ------------------- | ----- | ----- |
| 1re             | Philippe Martin |       | PS    | Philippe Martin     |       | PS    |
| 2e              | Gérard Dubrac   |       | UMP   | Gisèle Biémouret    |       | PS    |

## Gironde

Députés élus de la Gironde par circonscription

La gauche remporte ces élections en gagnant trois sièges sur la droite grâce à un trio féminin.
Michèle Delaunay réussi le plus bel exploit en remportant la 2e circonscription, historiquement acquise à la droite depuis Jacques Chaban-Delmas, face à Alain Juppé, qui doit démissionner du gouvernement.
Pascale Got, dans la 5e, et Martine Faure dans la 9e, reprennent deux des trois circonscriptions perdues par le PS en 2002.
| Circonscription | Député sortant           | Parti | Parti     | Député élu ou réélu      | Parti | Parti     |
| --------------- | ------------------------ | ----- | --------- | ------------------------ | ----- | --------- |
| 1re             | Chantal Bourragué        |       | UMP       | Chantal Bourragué        |       | UMP       |
| 2e              | Alain Juppé              |       | UMP       | Michèle Delaunay         |       | PS        |
| 3e              | Noël Mamère              |       | Les Verts | Noël Mamère              |       | Les Verts |
| 4e              | Conchita Lacuey          |       | PS        | Conchita Lacuey          |       | PS        |
| 5e              | Jean-François Régère     |       | UMP       | Pascale Got              |       | PS        |
| 6e              | Michel Sainte-Marie      |       | PS        | Michel Sainte-Marie      |       | PS        |
| 7e              | Pierre Ducout            |       | PS        | Alain Rousset            |       | PS        |
| 8e              | Marie-Hélène des Esgaulx |       | UMP       | Marie-Hélène des Esgaulx |       | UMP       |
| 9e              | Philippe Dubourg         |       | UMP       | Martine Faure            |       | PS        |
| 10e             | Jean-Paul Garraud        |       | UMP       | Jean-Paul Garraud        |       | UMP       |
| 11e             | Bernard Madrelle         |       | PS        | Philippe Plisson         |       | PS        |

## Hérault

Députés élus de l'Hérault par circonscription

Le rapport de force reste stable avec cinq circonscriptions pour la droite et deux pour la gauche. André Vézinhet reprend la 2e pour le PS, tandis que François Liberti, ne bénéficiant plus de la présence d'un candidat FN au second tour, perd la 7e au profit de l'UMP.
| Circonscription | Député sortant     | Parti | Parti | Député élu ou réélu | Parti | Parti |
| --------------- | ------------------ | ----- | ----- | ------------------- | ----- | ----- |
| 1re             | Christian Jeanjean |       | UMP   | Jacques Domergue    |       | UMP   |
| 2e              | Jacques Domergue   |       | UMP   | André Vézinhet      |       | PS    |
| 3e              | Jean-Pierre Grand  |       | UMP   | Jean-Pierre Grand   |       | UMP   |
| 4e              | Robert Lecou       |       | UMP   | Robert Lecou        |       | UMP   |
| 5e              | Kléber Mesquida    |       | PS    | Kléber Mesquida     |       | PS    |
| 6e              | Paul-Henri Cugnenc |       | UMP   | Paul-Henri Cugnenc  |       | UMP   |
| 7e              | François Liberti   |       | PCF   | Gilles d'Ettore     |       | UMP   |

## Ille-et-Vilaine

Députés élus d'Ille-et-Vilaine par circonscription

La gauche contrôle la majorité des circonscriptions du département à l'issue de ces élections. Dans la 3e, Marcel Rogemont récupère le siège qu'il avait perdu en 2002 après avoir affronté la candidate investie par le PS au 1er tour. Dans la 6e, Thierry Benoit bénéficie du report des voix des électeurs de gauche et l'emporte sur Marie-Thérèse Boisseau.
| Circonscription | Député sortant                                     | Parti | Parti | Député élu ou réélu   | Parti | Parti     |
| --------------- | -------------------------------------------------- | ----- | ----- | --------------------- | ----- | --------- |
| 1re             | Jean-Michel Boucheron                              |       | PS    | Jean-Michel Boucheron |       | PS        |
| 2e              | Philippe Tourtelier                                |       | PS    | Philippe Tourtelier   |       | PS        |
| 3e              | Philippe Rouault                                   |       | UMP   | Marcel Rogemont       |       | diss. PS  |
| 4e              | Alain Madelin nsrp                                 |       | UMP   | Jean-René Marsac      |       | PS        |
| 5e              | Pierre Méhaignerie                                 |       | UMP   | Pierre Méhaignerie    |       | UMP       |
| 6e              | Daniel Prévost suppléant de Marie-Thérèse Boisseau |       | UMP   | Thierry Benoit        |       | UDF–MoDem |
| 7e              | René Couanau                                       |       | UMP   | René Couanau          |       | UMP       |

## Indre

Députés élus de l'Indre par circonscription

Le scrutin est favorable à la gauche qui reprend la 1re, grâce à Michel Sapin. La 3e, qui avait failli basculer à droite en 2002, est cette fois facilement conservée par Jean-Paul Chanteguet. La 2e vote une nouvelle fois à droite, mais Nicolas Forissier est élu moins largement qu'en 2002.
| Circonscription | Député sortant                                 | Parti | Parti | Député élu ou réélu  | Parti | Parti |
| --------------- | ---------------------------------------------- | ----- | ----- | -------------------- | ----- | ----- |
| 1re             | Jean-Yves Hugon                                |       | UMP   | Michel Sapin         |       | PS    |
| 2e              | Bernard Pousset suppléant de Nicolas Forissier |       | UMP   | Nicolas Forissier    |       | UMP   |
| 3e              | Jean-Paul Chanteguet                           |       | PS    | Jean-Paul Chanteguet |       | PS    |

## Indre-et-Loire

Députés élus d'Indre-et-Loire par circonscription

Le PS reprend deux circonscriptions à la droite : Jean-Patrick Gille remporte la 1re face à l'ancien ministre Renaud Donnedieu de Vabres et Marisol Touraine récupère la 3e qu'elle avait perdue en 2002.
| Circonscription | Député sortant                                        | Parti | Parti | Député élu ou réélu | Parti | Parti |
| --------------- | ----------------------------------------------------- | ----- | ----- | ------------------- | ----- | ----- |
| 1re             | Pascal Ménage suppléant de Renaud Donnedieu de Vabres |       | UMP   | Jean-Patrick Gille  |       | PS    |
| 2e              | Claude Greff                                          |       | UMP   | Claude Greff        |       | UMP   |
| 3e              | Jean-Jacques Descamps                                 |       | UMP   | Marisol Touraine    |       | PS    |
| 4e              | Hervé Novelli                                         |       | UMP   | Hervé Novelli       |       | UMP   |
| 5e              | Philippe Briand                                       |       | UMP   | Philippe Briand     |       | UMP   |

## Isère

Députés élus de l'Isère par circonscription

Les résultats confirment l'implantation de la gauche dans le Sud tandis que la droite reste solidement ancrée dans le Nord. Les députés sont élus largement (au premier tour dans la 7e, avec des scores d'environ 60 % dans les 1re, 2e, 3e, 4e, 6e et 9e). Seules les 5e et 8e offrent des duels plus serrés. La progression de la gauche permet à François Brottes d'être réélu plus largement qu'en 2002, mais reste insuffisante pour inquiéter Jacques Remiller. Deux circonscriptions changent de couleur politique. La 2e, dans laquelle la place du sortant Gilbert Biessy, qui ne représentait pas, est convoitée par deux candidats communistes, ce qui profite finalement au socialiste Michel Issindou. La 1re, pour sa part, voit l'affrontement entre le député sortant Richard Cazenave et Alain Carignon qui tente un retour en politique. Ce dernier devance son adversaire de droite de justesse au premier tour mais la défiance des électeurs à son encontre se manifeste au second tour, puisqu'il est le candidat le plus largement battu du département. La socialiste Geneviève Fioraso fait ainsi basculer une circonscription tenue par la droite depuis 1988.
| Circonscription | Député sortant       | Parti | Parti | Député élu ou réélu  | Parti | Parti |
| --------------- | -------------------- | ----- | ----- | -------------------- | ----- | ----- |
| 1re             | Richard Cazenave     |       | UMP   | Geneviève Fioraso    |       | PS    |
| 2e              | Gilbert Biessy       |       | PCF   | Michel Issindou      |       | PS    |
| 3e              | Michel Destot        |       | PS    | Michel Destot        |       | PS    |
| 4e              | Didier Migaud        |       | PS    | Didier Migaud        |       | PS    |
| 5e              | François Brottes     |       | PS    | François Brottes     |       | PS    |
| 6e              | Alain Moyne-Bressand |       | UMP   | Alain Moyne-Bressand |       | UMP   |
| 7e              | Georges Colombier    |       | UMP   | Georges Colombier    |       | UMP   |
| 8e              | Jacques Remiller     |       | UMP   | Jacques Remiller     |       | UMP   |
| 9e              | André Vallini        |       | PS    | André Vallini        |       | PS    |

## Jura

Députés élus du Jura par circonscription

Ces législatives sont une déroute pour la gauche. Dans la 1re, Jacques Pélissard est une nouvelle fois réélu au premier tour. Dans la 2e, où les socialistes ne présentaient même pas de candidat, la première candidate se réclamant de la gauche arrive en cinquième position. Enfin, dans la 3e, Jean-Marie Sermier sort facilement vainqueur du second tour l'opposant à Patrick Viverge.
| Circonscription | Député sortant     | Parti | Parti | Député élu ou réélu    | Parti | Parti |
| --------------- | ------------------ | ----- | ----- | ---------------------- | ----- | ----- |
| 1re             | Jacques Pélissard  |       | UMP   | Jacques Pélissard      |       | UMP   |
| 2e              | Jean Charroppin    |       | UMP   | Marie-Christine Dalloz |       | UMP   |
| 3e              | Jean-Marie Sermier |       | UMP   | Jean-Marie Sermier     |       | UMP   |

## Landes

Députés élus des Landes par circonscription

Les trois députés socialistes sortants sont reconduits dans ce département ancré à gauche. Seul Henri Emmanuelli obtient moins de voix qu'en 2002 mais sa réélection reste la plus confortable.
| Circonscription | Député sortant    | Parti | Parti | Député élu ou réélu | Parti | Parti |
| --------------- | ----------------- | ----- | ----- | ------------------- | ----- | ----- |
| 1re             | Alain Vidalies    |       | PS    | Alain Vidalies      |       | PS    |
| 2e              | Jean-Pierre Dufau |       | PS    | Jean-Pierre Dufau   |       | PS    |
| 3e              | Henri Emmanuelli  |       | PS    | Henri Emmanuelli    |       | PS    |

## Loir-et-Cher

Députés élus de Loir-et-Cher par circonscription

Les trois députés sortants sont reconduits. Nicolas Perruchot l'emporte de nouveau de justesse dans la première, tandis que Patrice Martin-Lalande emporte facilement un quatrième mandat consécutif dans la deuxième. Dans la 3e, Maurice Leroy doit cette fois-ci attendre le second tour pour être réélu.
| Circonscription | Député sortant         | Parti | Parti | Député élu ou réélu    | Parti | Parti |
| --------------- | ---------------------- | ----- | ----- | ---------------------- | ----- | ----- |
| 1re             | Nicolas Perruchot      |       | UDF   | Nicolas Perruchot      |       | NC    |
| 2e              | Patrice Martin-Lalande |       | UMP   | Patrice Martin-Lalande |       | UMP   |
| 3e              | Maurice Leroy          |       | UDF   | Maurice Leroy          |       | NC    |

## Loire

Députés élus de la Loire par circonscription

Le PS reprend la circonscription de Saint-Étienne-Nord (1re) grâce à Régis Juanico, qui était soutenu par le député sortant Gilles Artigues, éliminé au premier tour. Jean-Louis Gagnaire s'empare de la 2e qui était détenue par Christian Cabal depuis 1988. Le PCF recule encore dans la circonscription de Firminy (4e), au profit du PS.
| Circonscription | Député sortant                               | Parti | Parti | Député élu ou réélu  | Parti | Parti |
| --------------- | -------------------------------------------- | ----- | ----- | -------------------- | ----- | ----- |
| 1re             | Gilles Artigues                              |       | UDF   | Régis Juanico        |       | PS    |
| 2e              | Christian Cabal                              |       | UMP   | Jean-Louis Gagnaire  |       | PS    |
| 3e              | François Rochebloine                         |       | UDF   | François Rochebloine |       | NC    |
| 4e              | Dino Cinieri                                 |       | UMP   | Dino Cinieri         |       | UMP   |
| 5e              | Yves Nicolin                                 |       | UMP   | Yves Nicolin         |       | UMP   |
| 6e              | Liliane Vaginay suppléante de Pascal Clément |       | UMP   | Pascal Clément       |       | UMP   |
| 7e              | Jean-François Chossy                         |       | UMP   | Jean-François Chossy |       | UMP   |

## Haute-Loire

Députés élus de la Haute-Loire par circonscription

Dans la circonscription de l'est (1re), Laurent Wauquiez, étoile montante de l'UMP, est largement élu dès le premier tour. Dans l'ouest (2e), Jean Proriol, élu depuis la création de la circonscription en 1988, conserve son siège mais perd plus de quatre points par rapport à 2002.
| Circonscription | Député sortant   | Parti | Parti | Député élu ou réélu | Parti | Parti |
| --------------- | ---------------- | ----- | ----- | ------------------- | ----- | ----- |
| 1re             | Laurent Wauquiez |       | UMP   | Laurent Wauquiez    |       | UMP   |
| 2e              | Jean Proriol     |       | UMP   | Jean Proriol        |       | UMP   |

## Loire-Atlantique

Députés élus de la Loire-Atlantique par circonscription

Le rapport de force entre les deux coalitions s'inverse de nouveau par rapport à l'élection précédente : la gauche détient six sièges contre quatre pour la droite. Le conseil général, dominé par la droite depuis 1790, a basculé à gauche en 2004. Ce sont d'ailleurs deux candidats bien implantés localement, François de Rugy dans la 1re et Michel Ménard dans la 5e qui prennent des circonscriptions à la droite. Aucun député n'est élu au premier tour alors qu'il y en avait trois en 2002. Jean-Marc Ayrault, président du groupe socialiste à l'Assemblée nationale, est le député le mieux élu.
| Circonscription | Député sortant           | Parti | Parti | Député élu ou réélu      | Parti | Parti     |
| --------------- | ------------------------ | ----- | ----- | ------------------------ | ----- | --------- |
| 1re             | Jean-Pierre Le Ridant    |       | UMP   | François de Rugy         |       | Les Verts |
| 2e              | Marie-Françoise Clergeau |       | PS    | Marie-Françoise Clergeau |       | PS        |
| 3e              | Jean-Marc Ayrault        |       | PS    | Jean-Marc Ayrault        |       | PS        |
| 4e              | Jacques Floch            |       | PS    | Dominique Raimbourg      |       | PS        |
| 5e              | Robert Diat              |       | UMP   | Michel Ménard            |       | PS        |
| 6e              | Michel Hunault           |       | UMP   | Michel Hunault           |       | NC        |
| 7e              | Christophe Priou         |       | UMP   | Christophe Priou         |       | UMP       |
| 8e              | Claude Évin              |       | PS    | Marie-Odile Bouillé      |       | PS        |
| 9e              | Pierre Hériaud           |       | UMP   | Philippe Boënnec         |       | UMP       |
| 10e             | Serge Poignant           |       | UMP   | Serge Poignant           |       | UMP       |

## Loiret

Députés élus du Loiret par circonscription

La droite réussi une fois de plus le grand schelem dans le Loiret, bien que ses candidats soient moins bien élus qu'en 2002, à l'exception de Jean-Pierre Door, qui remporte la 4e circonscription dès le premier tour. Seule la 1re circonscription change de député avec l'élection du neveu d'Antoine Carré.
| Circonscription | Député sortant     | Parti | Parti | Député élu ou réélu | Parti | Parti |
| --------------- | ------------------ | ----- | ----- | ------------------- | ----- | ----- |
| 1e              | Antoine Carré      |       | UMP   | Olivier Carré       |       | UMP   |
| 2e              | Serge Grouard      |       | UMP   | Serge Grouard       |       | UMP   |
| 3e              | Jean-Louis Bernard |       | UMP   | Jean-Louis Bernard  |       | UMP   |
| 4e              | Jean-Pierre Door   |       | UMP   | Jean-Pierre Door    |       | UMP   |
| 5e              | Jean-Paul Charié   |       | UMP   | Jean-Paul Charié    |       | UMP   |

## Lot

Députés élus du Lot par circonscription

Le PRG reprend la circonscription du sud-est (1re), tandis que dans celle de Figeac (2e), le député socialiste sortant est une nouvelle fois reconduit.
| Circonscription | Député sortant   | Parti | Parti | Député élu ou réélu | Parti | Parti |
| --------------- | ---------------- | ----- | ----- | ------------------- | ----- | ----- |
| 1re             | Michel Roumégoux |       | UMP   | Dominique Orliac    |       | PRG   |
| 2e              | Jean Launay      |       | PS    | Jean Launay         |       | PS    |

## Lot-et-Garonne

Députés élus de Lot-et-Garonne par circonscription

Jean Dionis du Séjour et Michel Diefenbacher sont réélus mais le parachutage du juge Jean-Louis Bruguière dans la 3e circonscription, à la suite du retrait d'Alain Merly, permet à Jérôme Cahuzac, mieux implanté localement, de reprendre le siège qu'il avait perdu en 2002.
| Circonscription | Député sortant        | Parti | Parti | Député élu ou réélu   | Parti | Parti |
| --------------- | --------------------- | ----- | ----- | --------------------- | ----- | ----- |
| 1re             | Jean Dionis du Séjour |       | UDF   | Jean Dionis du Séjour |       | NC    |
| 2e              | Michel Diefenbacher   |       | UMP   | Michel Diefenbacher   |       | UMP   |
| 3e              | Alain Merly           |       | UMP   | Jérôme Cahuzac        |       | PS    |

## Lozère

Députés élus de la Lozère par circonscription

La Lozère penche une nouvelle fois à droite en reconduisant les deux députés UMP sortants.
| Circonscription | Député sortant            | Parti | Parti | Député élu ou réélu       | Parti | Parti |
| --------------- | ------------------------- | ----- | ----- | ------------------------- | ----- | ----- |
| 1re             | Francis Saint-Léger       |       | UMP   | Francis Saint-Léger       |       | UMP   |
| 2e              | Pierre Morel-À-L'Huissier |       | UMP   | Pierre Morel-À-L'Huissier |       | UMP   |

## Maine-et-Loire

Députés élus de Maine-et-Loire par circonscription

Contrairement à 2002, la droite ne réussit pas à remporter tous les sièges du département. Le socialiste Marc Goua l'emporte en effet dans la 2e circonscription alors que tous les autres députés UMP sortants sont facilement reconduits.
| Circonscription | Député sortant                            | Parti | Parti | Député élu ou réélu      | Parti | Parti |
| --------------- | ----------------------------------------- | ----- | ----- | ------------------------ | ----- | ----- |
| 1re             | René Bouin suppléant de Roselyne Bachelot |       | UMP   | Roselyne Bachelot        |       | UMP   |
| 2e              | Dominique Richard                         |       | UMP   | Marc Goua                |       | PS    |
| 3e              | Jean-Charles Taugourdeau                  |       | UMP   | Jean-Charles Taugourdeau |       | UMP   |
| 4e              | Michel Piron                              |       | UMP   | Michel Piron             |       | UMP   |
| 5e              | Gilles Bourdouleix                        |       | UMP   | Gilles Bourdouleix       |       | UMP   |
| 6e              | Hervé de Charette                         |       | UMP   | Hervé de Charette        |       | UMP   |
| 7e              | Marc Laffineur                            |       | UMP   | Marc Laffineur           |       | UMP   |

## Manche

Députés élus de la Manche par circonscription

La droite domine encore largement ces élections malgré la perte de la circonscription de Cherbourg (5e) où Bernard Cazeneuve prend sa revanche sur Jean Lemière qui l'avait battu en 2002. Dans la 1re circonscription, Philippe Gosselin prend facilement la succession de Jean-Claude Lemoine malgré la présence d'un autre candidat soutenu par la Majorité Présidentielle au premier tour. Dans la 2e circonscription, le parachutage de Philippe Bas est mal accueilli et c'est Guénhaël Huet qui l'emporte.
| Circonscription | Député sortant      | Parti | Parti         | Député élu ou réélu | Parti | Parti |
| --------------- | ------------------- | ----- | ------------- | ------------------- | ----- | ----- |
| 1re             | Jean-Claude Lemoine |       | UMP           | Philippe Gosselin   |       | UMP   |
| 2e              | René André          |       | UMP           | Guénhaël Huet       |       | UMP   |
| 3e              | Alain Cousin        |       | UMP           | Alain Cousin        |       | UMP   |
| 4e              | Claude Gatignol     |       | UMP           | Claude Gatignol     |       | UMP   |
| 5e              | Jean Lemière        |       | Divers droite | Bernard Cazeneuve   |       | PS    |

## Marne
| Circonscription | Député sortant                                  | Parti | Parti | Député élu ou réélu | Parti | Parti |
| --------------- | ----------------------------------------------- | ----- | ----- | ------------------- | ----- | ----- |
| 1re             | Francis Falala                                  |       | UMP   | Renaud Dutreil      |       | UMP   |
| 2e              | Philippe Feneuil suppléant de Catherine Vautrin |       | UMP   | Catherine Vautrin   |       | UMP   |
| 3e              | Jean-Claude Thomas                              |       | UMP   | Jean-Claude Thomas  |       | UMP   |
| 4e              | Bruno Bourg-Broc                                |       | UMP   | Benoist Apparu      |       | UMP   |
| 5e              | Charles de Courson                              |       | UDF   | Charles de Courson  |       | NC    |
| 6e              | Philippe Martin                                 |       | UMP   | Philippe Martin     |       | UMP   |

Députés élus de la Marne par circonscription

Comme en 2002, les six circonscriptions votent à droite. Charles de Courson et Philippe-Armand Martin sont réélus dès le premier tour, Catherine Vautrin et Benoist Apparu s'imposent facilement tandis que Jean-Claude Thomas et Renaud Dutreil sont assez aisément (ré)élus malgré des dissidents de droite au premier tour.

## Haute-Marne

Députés élus de la Haute-Marne par circonscription

Dans ce département ancré à droite, les deux députés sortants l'emportent facilement dès le premier tour. Dans la circonscription du nord (2e), les divisions de la gauche permettent au FN d'arriver à nouveau en seconde position, malgré un net recul par rapport à 2002.
| Circonscription | Député sortant           | Parti | Parti | Député élu ou réélu      | Parti | Parti |
| --------------- | ------------------------ | ----- | ----- | ------------------------ | ----- | ----- |
| 1re             | Luc Chatel               |       | UMP   | Luc Chatel               |       | UMP   |
| 2e              | François Cornut-Gentille |       | UMP   | François Cornut-Gentille |       | UMP   |

## Mayenne

Députés élus de la Mayenne par circonscription

Jean Arthuis, président du conseil général, a soutenu François Bayrou lors de l'élection présidentielle. Le département est donc le théâtre d'une forte lutte entre l'UMP et le MoDem. Dans la 1re circonscription, Guillaume Garot est élu grâce aux voix du candidat MoDem. Dans la 2e circonscription, Marc Bernier parvient à conserver son siège malgré le fort report de voix sur la candidate MoDem entre les deux tours. En revanche, dans la 3e circonscription, Yannick Favennec est facilement réélu au premier tour, alors qu'il avait du affronter trois autres candidats de droite en 2002.
| Circonscription | Député sortant                                | Parti | Parti | Député élu ou réélu | Parti | Parti |
| --------------- | --------------------------------------------- | ----- | ----- | ------------------- | ----- | ----- |
| 1re             | Henri Houdouin suppléant de François d'Aubert |       | UMP   | Guillaume Garot     |       | PS    |
| 2e              | Marc Bernier                                  |       | UMP   | Marc Bernier        |       | UMP   |
| 3e              | Yannick Favennec                              |       | UMP   | Yannick Favennec    |       | UMP   |

## Meurthe-et-Moselle

Députés élus de Meurthe-et-Moselle par circonscription

Après la vague rose de 1997 et la vague bleue de 2002, ces élections sont beaucoup plus équilibrées, avec une répartition presque égale des circonscriptions (trois pour le PS, qui reprend les 2e et 7e circonscriptions et quatre pour l'UMP). Les scores de Jacques Lamblin, qui réussit brillamment la succession de François Guillaume dans la 4e circonscription, et de Jean-Yves Le Déaut, qui conserve facilement le siège de la 6e circonscription qu'il occupe depuis 1986, sont notables.
| Circonscription | Député sortant                                             | Parti | Parti | Député élu ou réélu  | Parti | Parti |
| --------------- | ---------------------------------------------------------- | ----- | ----- | -------------------- | ----- | ----- |
| 1re             | Laurent Hénart                                             |       | UMP   | Laurent Hénart       |       | UMP   |
| 2e              | Patricia Burckhart-Vandevelde suppléante de Gérard Léonard |       | UMP   | Hervé Féron          |       | PS    |
| 3e              | Claude Gaillard                                            |       | UMP   | Valérie Rosso-Debord |       | UMP   |
| 4e              | François Guillaume                                         |       | UMP   | Jacques Lamblin      |       | UMP   |
| 5e              | Nadine Morano                                              |       | UMP   | Nadine Morano        |       | UMP   |
| 6e              | Jean-Yves Le Déaut                                         |       | PS    | Jean-Yves Le Déaut   |       | PS    |
| 7e              | Édouard Jacque                                             |       | UMP   | Christian Eckert     |       | PS    |

## Meuse

Députés élus de la Meuse par circonscription

Malgré la persistance de tensions au sein de la droite locale, le résultat des législatives traduit mieux qu'en 2002 le positionnement politique des électeurs du département. Ainsi, Bertrand Pancher profite de la retraite de François Dosé pour ramener la 1re dans le giron de l'UMP. En revanche, dans la 2e, Jean-Louis Dumont retrouve son siège avec plus de facilité que lors de la précédente élection.
| Circonscription | Député sortant    | Parti | Parti | Député élu ou réélu | Parti | Parti |
| --------------- | ----------------- | ----- | ----- | ------------------- | ----- | ----- |
| 1re             | François Dosé     |       | PS    | Bertrand Pancher    |       | UMP   |
| 2e              | Jean-Louis Dumont |       | PS    | Jean-Louis Dumont   |       | PS    |

## Morbihan

Députés élus du Morbihan par circonscription

C'est à nouveau la stabilité qui caractérise ce scrutin bien que les députés UMP soient élus beaucoup moins facilement qu'en 2002. Le rapport de force est toujours de cinq sièges pour la droite contre un pour la gauche. Dans la seule circonscription socialiste (la 5e), Françoise Olivier-Coupeau succède à Jean-Yves Le Drian, tandis que Michel Grall récupère le siège de Aimé Kergueris dans la 2e circonscription.
| Circonscription | Député sortant                               | Parti | Parti | Député élu ou réélu       | Parti | Parti |
| --------------- | -------------------------------------------- | ----- | ----- | ------------------------- | ----- | ----- |
| 1re             | Josiane Boyce suppléante de François Goulard |       | UMP   | François Goulard          |       | UMP   |
| 2e              | Aimé Kergueris                               |       | UMP   | Michel Grall              |       | UMP   |
| 3e              | Gérard Lorgeoux                              |       | UMP   | Gérard Lorgeoux           |       | UMP   |
| 4e              | Loïc Bouvard                                 |       | UMP   | Loïc Bouvard              |       | UMP   |
| 5e              | Jean-Yves Le Drian                           |       | PS    | Françoise Olivier-Coupeau |       | PS    |
| 6e              | Jacques Le Nay                               |       | UMP   | Jacques Le Nay            |       | UMP   |

## Moselle

Députés élus de la Moselle par circonscription

Dans ce département, un statu quo parfait caractérise ces élections. Les huit députés sortants qui se représentent sont réélus tandis que les deux derniers (André Berthol dans la 7e circonscription et Jean-Marie Aubron dans la 8e) sont remplacés par des députés du même parti (respectivement André Wojciechowski et Aurélie Filippetti).
| Circonscription | Député sortant      | Parti | Parti | Député élu ou réélu | Parti | Parti |
| --------------- | ------------------- | ----- | ----- | ------------------- | ----- | ----- |
| 1re             | François Grosdidier |       | UMP   | François Grosdidier |       | UMP   |
| 2e              | Denis Jacquat       |       | UMP   | Denis Jacquat       |       | UMP   |
| 3e              | Marie-Jo Zimmermann |       | UMP   | Marie-Jo Zimmermann |       | UMP   |
| 4e              | Alain Marty         |       | UMP   | Alain Marty         |       | UMP   |
| 5e              | Céleste Lett        |       | UMP   | Céleste Lett        |       | UMP   |
| 6e              | Pierre Lang         |       | UMP   | Pierre Lang         |       | UMP   |
| 7e              | André Berthol       |       | UMP   | André Wojciechowski |       | UMP   |
| 8e              | Jean-Marie Aubron   |       | PS    | Aurélie Filippetti  |       | PS    |
| 9e              | Jean-Marie Demange  |       | UMP   | Jean-Marie Demange  |       | UMP   |
| 10e             | Michel Liebgott     |       | PS    | Michel Liebgott     |       | PS    |

## Nièvre

Députés élus de la Nièvre par circonscription

Aucun changement dans ce département ancré à gauche: aucun des trois députés socialistes sortants n'est inquiété.
| Circonscription | Député sortant             | Parti | Parti | Député élu ou réélu        | Parti | Parti |
| --------------- | -------------------------- | ----- | ----- | -------------------------- | ----- | ----- |
| 1re             | Martine Carrillon-Couvreur |       | PS    | Martine Carrillon-Couvreur |       | PS    |
| 2e              | Gaëtan Gorce               |       | PS    | Gaëtan Gorce               |       | PS    |
| 3e              | Christian Paul             |       | PS    | Christian Paul             |       | PS    |

## Nord

Députés élus du Nord par circonscription

Bien que le département ait placé le candidat de la droite, Nicolas Sarkozy, en tête au soir du 2d tour de l'élection présidentielle (ce qui n'était pas arrivé depuis 1965 dans le cadre d'un duel gauche-droite), les législatives de 2007 marquent une légère remontée de la gauche qui obtient 13 sièges contre 11 à la droite (alors qu'il y avait égalité pendant la XIIe législature). Les socialistes Alain Cacheux, dans la 3e circonscription, et Dominique Baert, dans la 8e circonscription, retrouvent les sièges qu'ils avaient perdus en 2002. En revanche, Françoise Hostalier fait basculer la 15e circonscription à droite. Contrairement à 2002, le Front national ne parvient pas à se maintenir au second tour dans les 12e et 23e circonscriptions.
| Circonscription | Député sortant                                | Parti | Parti | Député élu ou réélu     | Parti | Parti |
| --------------- | --------------------------------------------- | ----- | ----- | ----------------------- | ----- | ----- |
| 1e              | Bernard Roman                                 |       | PS    | Bernard Roman           |       | PS    |
| 2e              | Bernard Derosier                              |       | PS    | Bernard Derosier        |       | PS    |
| 3e              | Christian Decocq                              |       | UMP   | Alain Cacheux           |       | PS    |
| 4e              | Marc-Philippe Daubresse                       |       | UMP   | Marc-Philippe Daubresse |       | UMP   |
| 5e              | Sébastien Huyghe                              |       | UMP   | Sébastien Huyghe        |       | UMP   |
| 6e              | Thierry Lazaro                                |       | UMP   | Thierry Lazaro          |       | UMP   |
| 7e              | Francis Vercamer                              |       | UMP   | Francis Vercamer        |       | NC    |
| 8e              | Gérard Vignoble                               |       | UDF   | Dominique Baert         |       | PS    |
| 9e              | Patrick Delnatte                              |       | UMP   | Bernard Gérard          |       | UMP   |
| 10e             | Christian Vanneste                            |       | UMP   | Christian Vanneste      |       | UMP   |
| 11e             | Yves Durand                                   |       | PS    | Yves Durand             |       | PS    |
| 12e             | Jean Le Garrec                                |       | PS    | Christian Hutin         |       | MRC   |
| 13e             | Michel Delebarre                              |       | PS    | Michel Delebarre        |       | PS    |
| 14e             | Jean-Pierre Decool                            |       | UMP   | Jean-Pierre Decool      |       | UMP   |
| 15e             | Jean Delobel                                  |       | PS    | Françoise Hostalier     |       | UMP   |
| 16e             | Georges Hage                                  |       | PCF   | Jean-Jacques Candelier  |       | PCF   |
| 17e             | Marc Dolez                                    |       | PS    | Marc Dolez              |       | PS    |
| 18e             | François-Xavier Villain                       |       | UMP   | François-Xavier Villain |       | UMP   |
| 19e             | Patrick Roy                                   |       | PS    | Patrick Roy             |       | PS    |
| 20e             | Alain Bocquet                                 |       | PCF   | Alain Bocquet           |       | PCF   |
| 21e             | Cécile Gallez suppléante de Jean-Louis Borloo |       | UMP   | Jean-Louis Borloo       |       | UMP   |
| 22e             | Christian Bataille                            |       | PS    | Christian Bataille      |       | PS    |
| 23e             | Jean-Claude Decagny                           |       | UMP   | Christine Marin         |       | UMP   |
| 24e             | Marcel Dehoux                                 |       | PS    | Jean-Luc Pérat          |       | PS    |

## Oise

Députés élus de l'Oise par circonscription

Les sept députés sortants sont réélus et l'UMP confirme le bon résultat de 2002 en conservant six des sept circonscriptions.
| Circonscription | Député sortant         | Parti | Parti | Député élu ou réélu    | Parti | Parti |
| --------------- | ---------------------- | ----- | ----- | ---------------------- | ----- | ----- |
| 1re             | Olivier Dassault       |       | UMP   | Olivier Dassault       |       | UMP   |
| 2e              | Jean-François Mancel   |       | UMP   | Jean-François Mancel   |       | UMP   |
| 3e              | Michel Françaix        |       | PS    | Michel Françaix        |       | PS    |
| 4e              | Éric Woerth            |       | UMP   | Éric Woerth            |       | UMP   |
| 5e              | Lucien Degauchy        |       | UMP   | Lucien Degauchy        |       | UMP   |
| 6e              | François-Michel Gonnot |       | UMP   | François-Michel Gonnot |       | UMP   |
| 7e              | Édouard Courtial       |       | UMP   | Édouard Courtial       |       | UMP   |

## Orne

Députés élus de l'Orne par circonscription

Les trois députés sortants sont réélus. La victoire d'Yves Deniaud est moins large qu'en 2002 mais Jean-Claude Lenoir et Sylvia Bassot sont de nouveau élus dès le premier tour.
| Circonscription | Député sortant     | Parti | Parti | Député élu ou réélu | Parti | Parti |
| --------------- | ------------------ | ----- | ----- | ------------------- | ----- | ----- |
| 1re             | Yves Deniaud       |       | UMP   | Yves Deniaud        |       | UMP   |
| 2e              | Jean-Claude Lenoir |       | UMP   | Jean-Claude Lenoir  |       | UMP   |
| 3e              | Sylvia Bassot      |       | UMP   | Sylvia Bassot       |       | UMP   |

## Pas-de-Calais

Députés élus du Pas-de-Calais par circonscription

Le rapport de force reste inchangé : le PS emporte douze des quatorze circonscriptions. Contrairement à 2002, l'UMP parvient à accéder au second tour en devançant le FN dans les 11e, 12e et 13e circonscriptions. Seule candidate de son parti à pouvoir se maintenir au second tour sur l'ensemble de la France, Marine Le Pen réalise un excellent résultat dans la 14e circonscription. 
| Circonscription                                 | Député sortant                             | Parti | Parti | Député élu ou réélu  | Parti | Parti |
| ----------------------------------------------- | ------------------------------------------ | ----- | ----- | -------------------- | ----- | ----- |
| 1re                                             | Jean-Pierre Defontaine*                    |       | PRG   | Jacqueline Maquet    |       | PS    |
| 2e                                              | Catherine Génisson                         |       | PS    | Catherine Génisson   |       | PS    |
| 3e                                              | Jean-Claude Leroy                          |       | PS    | Jean-Claude Leroy    |       | PS    |
| 4e                                              | Léonce Deprez                              |       | UMP   | Daniel Fasquelle     |       | UMP   |
| 5e                                              | Guy Lengagne                               |       | PS    | Frédéric Cuvillier   |       | PS    |
| 6e                                              | Jack Lang                                  |       | PS    | Jack Lang            |       | PS    |
| 7e                                              | Gilles Cocquempot                          |       | PS    | Gilles Cocquempot    |       | PS    |
| 8e                                              | Michel Lefait                              |       | PS    | Michel Lefait        |       | PS    |
| 9e                                              | André Flajolet                             |       | UMP   | André Flajolet       |       | UMP   |
| 10e                                             | Serge Janquin                              |       | PS    | Serge Janquin        |       | PS    |
| 11e                                             | Odette Duriez suppléante de Marcel Cabiddu |       | PS    | Odette Duriez        |       | PS    |
| 12e                                             | Jean-Pierre Kucheida                       |       | PS    | Jean-Pierre Kucheida |       | PS    |
| 13e                                             | Jean-Claude Bois                           |       | PS    | Guy Delcourt         |       | PS    |
| 14e                                             | Albert Facon                               |       | PS    | Albert Facon         |       | PS    |
| * député sortant ne se représentant pas en 2007 |                                            |       |       |                      |       |       |

## Puy-de-Dôme

Députés élus du Puy-de-Dôme par circonscription

Aucun changement dans ce département : tous les députés sont réélus pour un nouveau mandat. Les parlementaires de gauche obtiennent plus de voix qu'en 2002, mais Louis Giscard d'Estaing, seul élu de droite, conserve son siège dans la 3e circonscription.
| Circonscription | Député sortant          | Parti | Parti | Député élu ou réélu     | Parti | Parti |
| --------------- | ----------------------- | ----- | ----- | ----------------------- | ----- | ----- |
| 1re             | Odile Saugues           |       | PS    | Odile Saugues           |       | PS    |
| 2e              | Alain Néri              |       | PS    | Alain Néri              |       | PS    |
| 3e              | Louis Giscard d'Estaing |       | UMP   | Louis Giscard d'Estaing |       | UMP   |
| 4e              | Jean-Paul Bacquet       |       | PS    | Jean-Paul Bacquet       |       | PS    |
| 5e              | André Chassaigne        |       | PCF   | André Chassaigne        |       | PCF   |
| 6e              | Jean Michel             |       | PS    | Jean Michel             |       | PS    |

## Pyrénées-Atlantiques

Députés élus des Pyrénées-Atlantiques par circonscription

Tous les députés élus en 2002 retrouvent leurs sièges. Le nouveau positionnement politique de François Bayrou, arrivé en tête dans le département au 1er tour de l'élection présidentielle, entraine un report des voix des électeurs centristes largement favorable aux candidats socialistes. Inversement, dans la 4e circonscription, Jean Lassalle, contraint à une triangulaire, bénéficie du soutien d'une partie des électeurs de gauche malgré la présence d'un candidat PS.
| Circonscription | Député sortant                                  | Parti | Parti | Député élu ou réélu      | Parti | Parti     |
| --------------- | ----------------------------------------------- | ----- | ----- | ------------------------ | ----- | --------- |
| 1re             | Martine Lignières-Cassou                        |       | PS    | Martine Lignières-Cassou |       | PS        |
| 2e              | François Bayrou                                 |       | UDF   | François Bayrou          |       | UDF–MoDem |
| 3e              | David Habib                                     |       | PS    | David Habib              |       | PS        |
| 4e              | Jean Lassalle                                   |       | UDF   | Jean Lassalle            |       | UDF–MoDem |
| 5e              | Jean Grenet                                     |       | UMP   | Jean Grenet              |       | UMP       |
| 6e              | Daniel Poulou suppléant de Michèle Alliot-Marie |       | UMP   | Michèle Alliot-Marie     |       | UMP       |

## Hautes-Pyrénées

Députés élus des Hautes-Pyrénées par circonscription

Les trois députés sortants sont facilement réélus dans ce département qui confirme son ancrage à gauche.
| Circonscription | Député sortant        | Parti | Parti | Député élu ou réélu   | Parti | Parti |
| --------------- | --------------------- | ----- | ----- | --------------------- | ----- | ----- |
| 1re             | Pierre Forgues        |       | PS    | Pierre Forgues        |       | PS    |
| 2e              | Chantal Robin-Rodrigo |       | PRG   | Chantal Robin-Rodrigo |       | PRG   |
| 3e              | Jean Glavany          |       | PS    | Jean Glavany          |       | PS    |

## Pyrénées-Orientales

Députés élus des Pyrénées-Orientales par circonscription

Il s'agit de l'un des rares départements où la "vague bleue" est encore plus importante qu'en 2002. La droite conserve facilement les trois sièges acquis lors des précédentes législatives et réalise le grand chelem grâce à Jacqueline Irles qui s'empare de la 4e circonscription à la faveur des divisions de la gauche. 
| Circonscription | Député sortant  | Parti | Parti | Député élu ou réélu | Parti | Parti |
| --------------- | --------------- | ----- | ----- | ------------------- | ----- | ----- |
| 1re             | Daniel Mach     |       | UMP   | Daniel Mach         |       | UMP   |
| 2e              | Arlette Franco  |       | UMP   | Arlette Franco      |       | UMP   |
| 3e              | François Calvet |       | UMP   | François Calvet     |       | UMP   |
| 4e              | Henri Sicre     |       | PS    | Jacqueline Irles    |       | UMP   |

## Bas-Rhin

Députés élus du Bas-Rhin par circonscription

Le PS parvient une fois de plus à sauver la 1re circonscription, avec un écart plus important qu'en 2002. Mais les socialistes cèdent du terrain face au MoDem dans le reste du département (François Bayrou y est arrivé en seconde position, devant Ségolène Royal, lors de l'élection présidentielle). L'effondrement du FN favorise l'élection de six des huit députés UMP au premier tour.
| Circonscription | Député sortant                            | Parti | Parti | Député élu ou réélu  | Parti | Parti |
| --------------- | ----------------------------------------- | ----- | ----- | -------------------- | ----- | ----- |
| 1re             | Armand Jung                               |       | PS    | Armand Jung          |       | PS    |
| 2e              | Marc Reymann                              |       | UMP   | Jean-Philippe Maurer |       | UMP   |
| 3e              | André Schneider                           |       | UMP   | André Schneider      |       | UMP   |
| 4e              | Yves Bur                                  |       | UMP   | Yves Bur             |       | UMP   |
| 5e              | Antoine Herth                             |       | UMP   | Antoine Herth        |       | UMP   |
| 6e              | Alain Ferry                               |       | UMP   | Alain Ferry          |       | UMP   |
| 7e              | Émile Blessig                             |       | UMP   | Émile Blessig        |       | UMP   |
| 8e              | Frédéric Reiss suppléant de François Loos |       | PRV   | Frédéric Reiss       |       | PRV   |
| 9e              | Bernard Schreiner                         |       | UMP   | François Loos        |       | UMP   |

## Haut-Rhin

Députés élus du Haut-Rhin par circonscription

La droite conserve toutes les circonscriptions. Comme dans le département voisin du Bas-Rhin, la forte baisse du FN favorise l'élection de cinq des sept députés de droite au premier tour. Éric Straumann, élu dans la 1re circonscription, est membre de l'UMP mais son parti avait accordé son investiture au député sortant, Gilbert Meyer, qu'il a largement battu au second tour. Bien que François Bayrou ait devancé Ségolène Royal, au premier tour de l'élection présidentielle, le PS contient mieux la hausse du MoDem que dans le Bas-Rhin.
| Circonscription | Député sortant    | Parti | Parti | Député élu ou réélu | Parti | Parti |
| --------------- | ----------------- | ----- | ----- | ------------------- | ----- | ----- |
| 1re             | Gilbert Meyer     |       | UMP   | Éric Straumann      |       | UMP   |
| 2e              | Jean-Louis Christ |       | UMP   | Jean-Louis Christ   |       | UMP   |
| 3e              | Jean-Luc Reitzer  |       | UMP   | Jean-Luc Reitzer    |       | UMP   |
| 4e              | Jean Ueberschlag  |       | UMP   | Jean Ueberschlag    |       | UMP   |
| 5e              | Arlette Grosskost |       | UMP   | Arlette Grosskost   |       | UMP   |
| 6e              | Francis Hillmeyer |       | NC    | Francis Hillmeyer   |       | NC    |
| 7e              | Michel Sordi      |       | UMP   | Michel Sordi        |       | UMP   |

## Rhône

Députés élus du Rhône par circonscription

La gauche progresse fortement dans les quatre circonscriptions lyonnaises, au point de faire élire des députés socialistes dans deux d'entre elles (la 2e et la 3e), ce qui n'était jamais arrivé depuis le découpage électoral de 1988. L'implantation du PS (aux municipales de 2001 et aux cantonales de 2004), les changements sociologiques ainsi que l'attitude très anti-UMP des ténors du MoDem Anne-Marie Comparini et Azouz Begag, ont contribué à ce bouleversement politique.
Dans le reste du département, l'équilibre gauche-droite reste sensiblement identique : la gauche est légèrement majoritaire dans les circonscriptions de l'est de l'agglomération lyonnaise (6e, 7e et 14e) tandis que le reste du département reste très favorable à la droite. Martine David, qui avait bénéficié d'une triangulaire avec la candidate UMP et le vice-président du FN, Bruno Gollnisch, en 2002, perd logiquement la 13e circonscription au profit de Philippe Meunier.
| Circonscription | Député sortant                                 | Parti | Parti | Député élu ou réélu   | Parti | Parti |
| --------------- | ---------------------------------------------- | ----- | ----- | --------------------- | ----- | ----- |
| 1e              | Anne-Marie Comparini                           |       | UMP   | Michel Havard         |       | UMP   |
| 2e              | Emmanuel Hamelin                               |       | UMP   | Pierre-Alain Muet     |       | PS    |
| 3e              | Jean-Michel Dubernard                          |       | UMP   | Jean-Louis Touraine   |       | PS    |
| 4e              | Christian Philip                               |       | UMP   | Dominique Perben      |       | UMP   |
| 5e              | Philippe Cochet                                |       | UMP   | Philippe Cochet       |       | UMP   |
| 6e              | Lilian Zanchi suppléant de Nathalie Gautier    |       | MRC   | Pascale Crozon        |       | PS    |
| 7e              | Jean-Jack Queyranne                            |       | PS    | Jean-Jack Queyranne   |       | PS    |
| 8e              | Robert Lamy                                    |       | UMP   | Patrice Verchère      |       | UMP   |
| 9e              | Bernard Perrut                                 |       | UMP   | Bernard Perrut        |       | UMP   |
| 10e             | Christophe Guilloteau suppléant de Jean Besson |       | UMP   | Christophe Guilloteau |       | UMP   |
| 11e             | Georges Fenech                                 |       | UMP   | Georges Fenech        |       | UMP   |
| 12e             | Michel Terrot                                  |       | UMP   | Michel Terrot         |       | UMP   |
| 13e             | Martine David                                  |       | PS    | Philippe Meunier      |       | UMP   |
| 14e             | André Gerin                                    |       | PCF   | André Gerin           |       | PCF   |

## Haute-Saône

Députés élus de la Haute-Saône par circonscription

Le département est représentatif de la tendance nationale : deux des trois députés UMP (Alain Joyandet dans la 1re circonscription et Michel Raison dans la 3e) profitent de l'élection de Nicolas Sarkozy à la présidence de la République un mois plus tôt et sont réélus au premier tour, alors que Maryvonne Briot chute face à Jean-Michel Villaumé dans la 2e circonscription, victime de la remobilisation de l'électorat de gauche au second tour.
| Circonscription | Député sortant  | Parti | Parti | Député élu ou réélu  | Parti | Parti |
| --------------- | --------------- | ----- | ----- | -------------------- | ----- | ----- |
| 1re             | Alain Joyandet  |       | UMP   | Alain Joyandet       |       | UMP   |
| 2e              | Maryvonne Briot |       | UMP   | Jean-Michel Villaumé |       | PS    |
| 3e              | Michel Raison   |       | UMP   | Michel Raison        |       | UMP   |

## Saône-et-Loire

Députés élus de Saône-et-Loire par circonscription

Les résultats sont extrêmement serrés sauf dans la 1re circonscription, fief de Gérard Voisin depuis 1993. La gauche ne parvient pas à reprendre les deux circonscriptions perdues en 2002 (la 2e et la 3e) mais Christophe Sirugue parvient à faire basculer la 5e circonscription qui n'avait jamais élu un député de gauche. Arnaud Montebourg est mis en difficulté dans la 6e circonscription : il est réélu avec moins de 400 voix d'avance sur Arnaud Danjean.
| Circonscription | Député sortant                                  | Parti | Parti | Député élu ou réélu | Parti | Parti |
| --------------- | ----------------------------------------------- | ----- | ----- | ------------------- | ----- | ----- |
| 1re             | Gérard Voisin                                   |       | UMP   | Gérard Voisin       |       | UMP   |
| 2e              | Jean-Marc Nesme                                 |       | UMP   | Jean-Marc Nesme     |       | UMP   |
| 3e              | Jean-Paul Anciaux                               |       | UMP   | Jean-Paul Anciaux   |       | UMP   |
| 4e              | Didier Mathus                                   |       | PS    | Didier Mathus       |       | PS    |
| 5e              | Dominique Juillot suppléant de Dominique Perben |       | UMP   | Christophe Sirugue  |       | PS    |
| 6e              | Arnaud Montebourg                               |       | PS    | Arnaud Montebourg   |       | PS    |

## Sarthe

Députés élus de la Sarthe par circonscription

Le premier ministre François Fillon espérait réaliser le grand chelem comme en 2002. Il est lui-même réélu dès le premier tour dans la 4e, face à Stéphane Le Foll, le directeur de cabinet de François Hollande. Dans la 1re, acquise à la droite, Fabienne Labrette-Ménager prend facilement la succession de Pierre Hellier. Béatrice Pavy, dans la 3e et Dominique Le Mèner, dans la 5e, conservent les sièges pris au PS en 2002 en obtenant des scores voisins de ceux des précédentes législatives. Mais Marietta Karamanli l'emporte dans la 2e et prive la droite d'un cinquième siège. Sur cinq députés élus, trois sont des femmes.
| Circonscription | Député sortant                            | Parti | Parti | Député élu ou réélu       | Parti | Parti |
| --------------- | ----------------------------------------- | ----- | ----- | ------------------------- | ----- | ----- |
| 1re             | Pierre Hellier                            |       | UMP   | Fabienne Labrette-Ménager |       | UMP   |
| 2e              | Jean-Marie Geveaux                        |       | UMP   | Marietta Karamanli        |       | PS    |
| 3e              | Béatrice Pavy                             |       | UMP   | Béatrice Pavy             |       | UMP   |
| 4e              | Marc Joulaud suppléant de François Fillon |       | UMP   | François Fillon           |       | UMP   |
| 5e              | Dominique Le Mèner                        |       | UMP   | Dominique Le Mèner        |       | UMP   |

## Savoie

Députés élus de la Savoie par circonscription

Comme en 2002, les trois circonscriptions de la Savoie envoient des députés UMP à l'Assemblée. Dans la 1re, Dominique Dord est mieux élu que lors des précédentes élections où il avait dû affronter un second tour. Dans la 2e, Hervé Gaymard retrouve également son siège au premier tour en réalisant un score identique aux élections de 2002. En revanche, dans la 3e, le second duel entre Bernadette Laclais et Michel Bouvard est plus serré mais tourne malgré tout une nouvelle fois à l'avantage du sortant.
| Circonscription | Député sortant                             | Parti | Parti | Député élu ou réélu | Parti | Parti |
| --------------- | ------------------------------------------ | ----- | ----- | ------------------- | ----- | ----- |
| 1re             | Dominique Dord                             |       | UMP   | Dominique Dord      |       | UMP   |
| 2e              | Vincent Rolland suppléant de Hervé Gaymard |       | UMP   | Hervé Gaymard       |       | UMP   |
| 3e              | Michel Bouvard                             |       | UMP   | Michel Bouvard      |       | UMP   |

## Haute-Savoie

Députés élus de la Haute-Savoie par circonscription

Ce département, fortement ancré à droite, ne réserve pas de grande surprise. Trois des cinq députés sont élus au premier tour (dont Bernard Accoyer, futur président de l'Assemblée nationale) . Dans la 5e, il ne manque que 414 voix à Marc Francina pour faire de même. Le second tour, face à Clotilde Verguet, qualifiée avec seulement 333 voix d'avance sur le candidat MoDem, est une formalité. C'est finalement dans la 2e que le résultat est le plus serré. Le duel fratricide entre le député sortant Bernard Bosson, candidat officiel de la majorité présidentielle, et Lionel Tardy tourne à l'avantage de ce dernier.
| Circonscription | Député sortant                                | Parti | Parti | Député élu ou réélu | Parti | Parti |
| --------------- | --------------------------------------------- | ----- | ----- | ------------------- | ----- | ----- |
| 1re             | Bernard Accoyer                               |       | UMP   | Bernard Accoyer     |       | UMP   |
| 2e              | Bernard Bosson                                |       | UDF   | Lionel Tardy        |       | UMP   |
| 3e              | Martial Saddier                               |       | UMP   | Martial Saddier     |       | UMP   |
| 4e              | Claude Birraux                                |       | UMP   | Claude Birraux      |       | UMP   |
| 5e              | Marc Francina suppléant de Jean-Marc Chavanne |       | UMP   | Marc Francina       |       | UMP   |

## Paris

Députés élus de Paris par circonscription

| Circonscription | Député sortant             | Parti  | Parti     | Député élu ou réélu        | Parti | Parti     |
| --------------- | -------------------------- | ------ | --------- | -------------------------- | ----- | --------- |
| 1re             | Martine Billard            |        | Les Verts | Martine Billard            |       | Les Verts |
| 2e              | Jean Tiberi                |        | UMP       | Jean Tiberi                |       | UMP       |
| 3e              | Martine Aurillac           |        | UMP       | Martine Aurillac           |       | UMP       |
| 4e              | Pierre Lellouche           |        | UMP       | Pierre Lellouche           |       | UMP       |
| 5e              | Tony Dreyfus               |        | PS        | Tony Dreyfus               |       | PS        |
| 6e              | Danièle Hoffman-Rispal     |        | PS        | Danièle Hoffman-Rispal     |       | PS        |
| 7e              | Patrick Bloche             |        | PS        | Patrick Bloche             |       | PS        |
| 8e              | Vacant                     | Vacant | Vacant    | Sandrine Mazetier          |       | PS        |
| 9e              | Jean-Marie Le Guen         |        | PS        | Jean-Marie Le Guen         |       | PS        |
| 10e             | Serge Blisko               |        | PS        | Serge Blisko               |       | PS        |
| 11e             | Yves Cochet                |        | Les Verts | Yves Cochet                |       | Les Verts |
| 12e             | Édouard Balladur           |        | UMP       | Philippe Goujon            |       | UMP       |
| 13e             | René Galy-Dejean           |        | UMP       | Jean-François Lamour       |       | UMP       |
| 14e             | Claude Goasguen            |        | UMP       | Claude Goasguen            |       | UMP       |
| 15e             | Bernard Debré              |        | UMP       | Bernard Debré              |       | UMP       |
| 16e             | Françoise de Panafieu      |        | UMP       | Françoise de Panafieu      |       | UMP       |
| 17e             | Annick Lepetit             |        | PS        | Annick Lepetit             |       | PS        |
| 18e             | Christophe Caresche        |        | PS        | Christophe Caresche        |       | PS        |
| 19e             | Daniel Vaillant            |        | PS        | Daniel Vaillant            |       | PS        |
| 20e             | Jean-Christophe Cambadélis |        | PS        | Jean-Christophe Cambadélis |       | PS        |
| 21e             | Michel Charzat             |        | PS        | George Pau-Langevin        |       | PS        |

## Seine-Maritime

Députés élus de la Seine-Maritime par circonscription

La gauche remporte ces législatives en prenant trois sièges à la droite (1re, 6e et 11e circonscriptions). Laurent Fabius, dans la 4e circonscription, est le candidat le mieux élu. La droite conserve trois des cinq fauteuils pris à la gauche en 2002 (9e, 10e et 12e circonscriptions). Ce sont les seules circonscriptions du département où les candidats UMP réalisent un meilleur résultat qu'en 2002.
| Circonscription | Député sortant           | Parti | Parti         | Député élu ou réélu      | Parti | Parti |
| --------------- | ------------------------ | ----- | ------------- | ------------------------ | ----- | ----- |
| 1re             | Patrick Herr             |       | UDF           | Valérie Fourneyron       |       | PS    |
| 2e              | Pierre Albertini         |       | UDF           | Françoise Guégot         |       | UMP   |
| 3e              | Pierre Bourguignon       |       | PS            | Pierre Bourguignon       |       | PS    |
| 4e              | Laurent Fabius           |       | PS            | Laurent Fabius           |       | PS    |
| 5e              | Jean-Claude Bateux       |       | PS            | Christophe Bouillon      |       | PS    |
| 6e              | Denis Merville           |       | UMP           | Jean-Paul Lecoq          |       | PCF   |
| 7e              | Jean-Yves Besselat       |       | UMP           | Jean-Yves Besselat       |       | UMP   |
| 8e              | Daniel Paul              |       | PCF           | Daniel Paul              |       | PCF   |
| 9e              | Daniel Fidelin           |       | UMP           | Daniel Fidelin           |       | UMP   |
| 10e             | Alfred Trassy-Paillogues |       | UMP           | Alfred Trassy-Paillogues |       | UMP   |
| 11e             | Édouard Leveau           |       | Divers droite | Sandrine Hurel           |       | PS    |
| 12e             | Michel Lejeune           |       | UMP           | Michel Lejeune           |       | UMP   |

## Seine-et-Marne

Députés élus de Seine-et-Marne par circonscription

L'UMP réalise à nouveau le carton plein, malgré le basculement du département à gauche lors des cantonales de 2004. Didier Julia, plus ancien député de France avec 40 ans de mandat sans interruption, est réélu pour la 11e fois dans la 2e circonscription, malgré la candidature du maire de Fontainebleau, Frédéric Valletoux. Jean-François Copé, futur président du groupe UMP à l'Assemblée nationale, est réélu dès le premier tour dans la 6e circonscription.
| Circonscription | Député sortant                                    | Parti | Parti | Député élu ou réélu | Parti | Parti |
| --------------- | ------------------------------------------------- | ----- | ----- | ------------------- | ----- | ----- |
| 1re             | Jean-Claude Mignon                                |       | UMP   | Jean-Claude Mignon  |       | UMP   |
| 2e              | Didier Julia                                      |       | UMP   | Didier Julia        |       | UMP   |
| 3e              | Yves Jégo                                         |       | UMP   | Yves Jégo           |       | UMP   |
| 4e              | Ghislain Bray suppléant de Christian Jacob        |       | UMP   | Christian Jacob     |       | UMP   |
| 5e              | Guy Drut                                          |       | UMP   | Franck Riester      |       | UMP   |
| 6e              | Roger Boullonnois suppléant de Jean-François Copé |       | UMP   | Jean-François Copé  |       | UMP   |
| 7e              | Charles Cova                                      |       | UMP   | Yves Albarello      |       | UMP   |
| 8e              | Chantal Brunel                                    |       | UMP   | Chantal Brunel      |       | UMP   |
| 9e              | Guy Geoffroy                                      |       | UMP   | Guy Geoffroy        |       | UMP   |

## Yvelines

Députés élus des Yvelines par circonscription

Les Yvelines envoient un seul nouveau député à l'Assemblée nationale : Christian Blanc, élu dans la 3e circonscription où Anne-Marie Idrac ne se représentait pas. La droite domine largement la gauche et remporte la moitié des circonscriptions dès le premier tour. Au second tour, les résultats les plus serrés ont lieu dans les deux circonscriptions qui avaient basculées à gauche en 1997 : la 8e et la 11e.
| Circonscription | Député sortant                         | Parti | Parti    | Député élu ou réélu  | Parti | Parti |
| --------------- | -------------------------------------- | ----- | -------- | -------------------- | ----- | ----- |
| 1re             | Étienne Pinte                          |       | UMP      | Étienne Pinte        |       | UMP   |
| 2e              | Valérie Pécresse                       |       | UMP      | Valérie Pécresse     |       | UMP   |
| 3e              | Christian Blanc                        |       | app. UDF | Christian Blanc      |       | NC    |
| 4e              | Pierre Lequiller                       |       | UMP      | Pierre Lequiller     |       | UMP   |
| 5e              | Jacques Myard                          |       | UMP      | Jacques Myard        |       | UMP   |
| 6e              | Pierre Morange                         |       | UMP      | Pierre Morange       |       | UMP   |
| 7e              | Pierre Cardo                           |       | UMP      | Pierre Cardo         |       | UMP   |
| 8e              | Pierre Bédier                          |       | UMP      | Pierre Bédier        |       | UMP   |
| 9e              | Pierre Amouroux* suppléant d'Henri Cuq |       | UMP      | Henri Cuq            |       | UMP   |
| 10e             | Christine Boutin                       |       | UMP      | Christine Boutin     |       | UMP   |
| 11e             | Jean-Michel Fourgous                   |       | UMP      | Jean-Michel Fourgous |       | UMP   |
| 12e             | Jacques Masdeu-Arus                    |       | UMP      | Jacques Masdeu-Arus  |       | UMP   |

## Deux-Sèvres

Députés élus des Deux-Sèvres par circonscription

« L'effet Ségolène » (qui ne se représente pas dans la 2e circonscription au profit de Delphine Batho), associé à une évolution progressive de l'électorat du département vers la gauche, permet au PS de gagner trois des quatre sièges.
| Circonscription | Député sortant            | Parti | Parti | Député élu ou réélu       | Parti | Parti |
| --------------- | ------------------------- | ----- | ----- | ------------------------- | ----- | ----- |
| 1re             | Geneviève Perrin-Gaillard |       | PS    | Geneviève Perrin-Gaillard |       | PS    |
| 2e              | Ségolène Royal nsrp       |       | PS    | Delphine Batho            |       | PS    |
| 3e              | Jean-Marie Morisset       |       | UMP   | Jean-Marie Morisset       |       | UMP   |
| 4e              | Dominique Paillé          |       | UMP   | Jean Grellier             |       | PS    |

## Somme

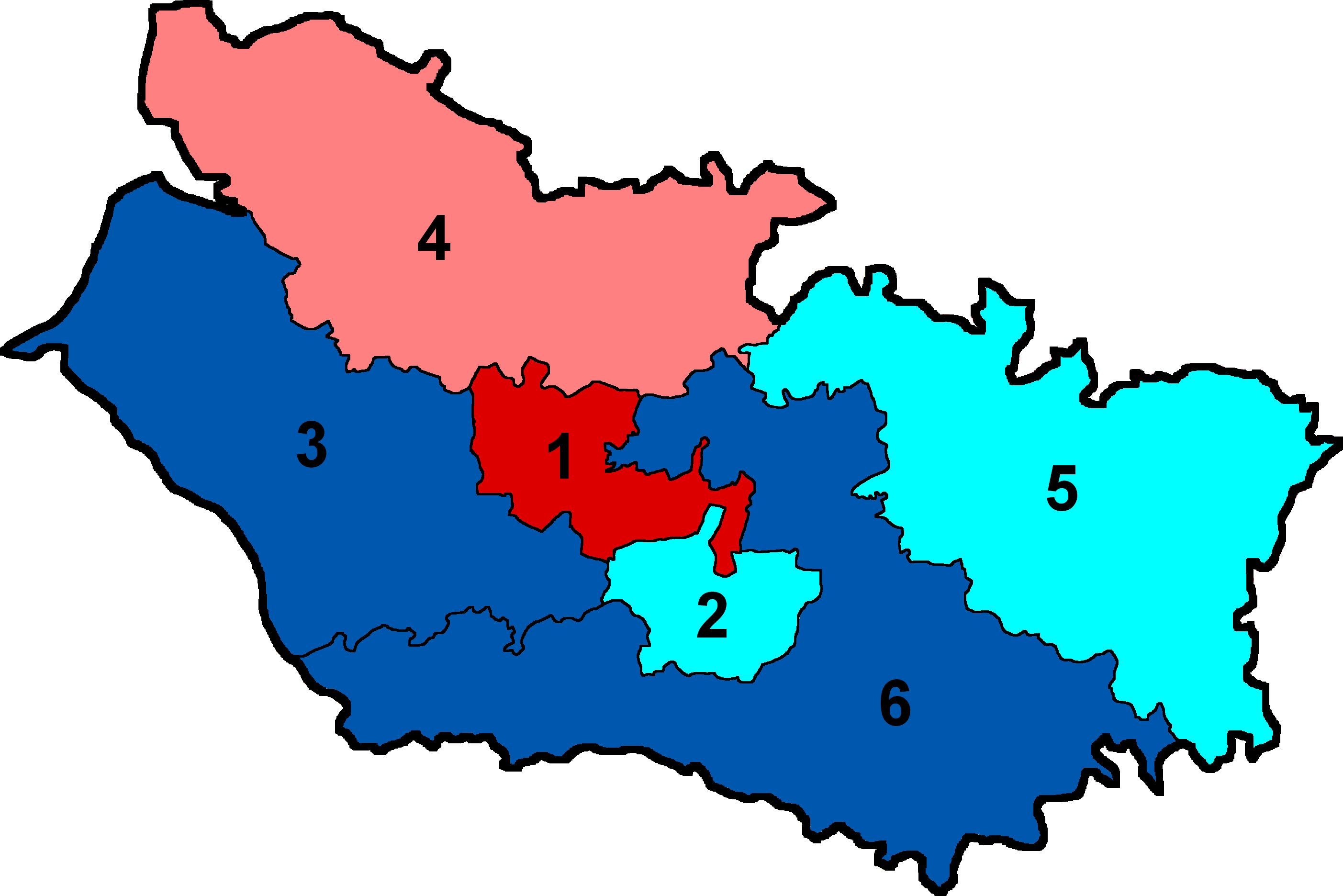
Députés élus de la Somme par circonscription

La droite domine à nouveau ces législatives mais la vague bleue marque un reflux par rapport à 2002. Gilbert Mathon parvient à reprendre la 4e circonscription, perdue par le PS cinq ans plus tôt, tandis que Vincent Peillon échoue à moins de 150 voix de son adversaire UMP dans la 3e. Maxime Gremetz, qui s'est présenté contre le candidat investi par le PCF dans la 1re circonscription, est un des députés de gauche les mieux élus de France au soir du second tour. Le Nouveau Centre obtient deux députés, en conservant les deux circonscriptions détenues par l'UDF depuis 2002.
| Circonscription | Député sortant                              | Parti | Parti | Député élu ou réélu | Parti | Parti |
| --------------- | ------------------------------------------- | ----- | ----- | ------------------- | ----- | ----- |
| 1re             | Maxime Gremetz                              |       | PCF   | Maxime Gremetz      |       | COM   |
| 2e              | Olivier Jardé suppléant de Gilles de Robien |       | UDF   | Olivier Jardé       |       | NC    |
| 3e              | Jérôme Bignon                               |       | UMP   | Jérôme Bignon       |       | UMP   |
| 4e              | Joël Hart                                   |       | UMP   | Gilbert Mathon      |       | PS    |
| 5e              | Stéphane Demilly                            |       | UDF   | Stéphane Demilly    |       | NC    |
| 6e              | Alain Gest                                  |       | UMP   | Alain Gest          |       | UMP   |

## Tarn

Députés élus du Tarn par circonscription

Le seul changement notable est la succession réussie de Paul Quilès dans la 1re circonscription où Jacques Valax est largement élu.
| Circonscription | Député sortant   | Parti | Parti         | Député élu ou réélu | Parti | Parti         |
| --------------- | ---------------- | ----- | ------------- | ------------------- | ----- | ------------- |
| 1re             | Paul Quilès      |       | PS            | Jacques Valax       |       | PS            |
| 2e              | Thierry Carcenac |       | PS            | Thierry Carcenac    |       | PS            |
| 3e              | Philippe Folliot |       | Divers droite | Philippe Folliot    |       | Divers droite |
| 4e              | Bernard Carayon  |       | UMP           | Bernard Carayon     |       | UMP           |

## Tarn-et-Garonne

Députés élus de Tarn-et-Garonne par circonscription

Les résultats sont serrés : Roland Garrigues ne parvient pas à reprendre la 1re circonscription mais Sylvia Pinel s'impose dans la 2e.
| 1re                            | Brigitte Barèges | {{Node-count limit exceeded}} {{Node-count limit exceeded\|nom\|\|{{Node-count limit exceeded}}}}{{Node-count limit exceeded\|gauche\|style="text-align:left"{{Node-count limit exceeded}}\|{{Node-count limit exceeded\|gauche\|style="text-align:left"{{Node-count limit exceeded}}}}}}{{Node-count limit exceeded\|long\|{{Node-count limit exceeded\|parti=}}\|{{Node-count limit exceeded\|long\|{{Node-count limit exceeded\|parti=}}\|{{Node-count limit exceeded\|parti=}}}}}}{{Node-count limit exceeded\| puis {{Node-count limit exceeded\|parti=}}}} | Brigitte Barèges | UMP}} |
| 2{{Node-count limit exceeded}} | Jacques Briat    | UMP}} | Sylvia Pinel     | PRG}} |

## Var
Node-count limit exceeded

Députés élus du Var par circonscription

L'effondrement du FN permet à l'UMP d'emporter six des sept sièges dès le premier tour. Le département est l'un de ceux qui ont le plus voté pour Nicolas Sarkozy aux deux tours de l'élection présidentielle.
Node-count limit exceeded

## Vaucluse
Node-count limit exceeded

Députés élus de Vaucluse par circonscription

Comme dans tous les départements, le recul du FN profite à l'UMP. Le seul évènement notable est la défaite du député sortant Maurice Giro dans la Node-count limit exceeded. N'ayant pas obtenu l'investiture de l'UMP, il se présente tout de même mais est largement distancé au premier tour par le candidat socialiste et Jean-Claude Bouchet. Ce dernier est facilement élu au second tour.
Node-count limit exceeded

## Vendée
Node-count limit exceeded

Députés élus de la Vendée par circonscription

Jean-Luc Préel est réélu dans la Node-count limit exceeded après un premier tour difficile où un candidat DVD est arrivé en deuxième position avant d'accepter de se retirer pour éviter une triangulaire qui aurait pu être favorable au PS. Dans la Node-count limit exceeded, Véronique Besse prend facilement la succession de Philippe de Villiers.
Node-count limit exceeded

## Vienne
Node-count limit exceeded

Députés élus de la Vienne par circonscription

La nomination de Jean-Pierre Raffarin comme premier ministre avait favorisé la droite en 2002, la candidature de Ségolène Royal, présidente de la région Poitou-Charentes depuis 2004, à l'élection présidentielle, permet à la gauche d'inverser le rapport de force, avec l'élection de Catherine Coutelle et de Jean-Michel Clément dans les 2e et 3e circonscriptions.
Node-count limit exceeded

## Haute-Vienne
Node-count limit exceeded

Députés élus de la Haute-Vienne par circonscription

Bastion de la gauche depuis le début du siècle, la Haute-Vienne envoie quatre députés socialistes à l'Assemblée nationale, tous vainqueurs contre des candidats UMP. Contrairement à 2002, Alain Marsaud n'a pas pu résister dans la Node-count limit exceeded, centrée sur le secteur urbain de Limoges, qui est remportée par Monique Boulestin, adjointe au maire Alain Rodet, qui lui est confortablement réélu dans la Node-count limit exceeded. Les deux autres sortants socialistes des Node-count limit exceeded et Node-count limit exceeded circonscriptions sont eux aussi largement reconduits.
Node-count limit exceeded

## Vosges
Node-count limit exceeded

Députés élus des Vosges par circonscription

Les quatre députés UMP sont confortablement réélus.
Node-count limit exceeded

## Yonne
Node-count limit exceeded

Députés élus de l'Yonne par circonscription

Le mauvais report des voix centristes ne parvient pas à empêcher l'UMP de conserver les trois sièges. Marie-Louise Fort succède à Philippe Auberger dans la Node-count limit exceeded mais avec un résultat largement inférieur à celui obtenu par son prédécesseur en 2002.
Node-count limit exceeded

## Territoire de Belfort
Node-count limit exceeded

Députés élus du Territoire de Belfort par circonscription

Les deux députés sortants sont reconduits plus facilement qu'en 2002. Dans la Node-count limit exceeded, Damien Meslot manque de quatre voix sa réélection au premier tour, tandis que dans la 2e, Jean-Pierre Chevènement mène le Node-count limit exceeded face à Michel Zumkeller.
Node-count limit exceeded

## Essonne
Node-count limit exceeded

Députés élus de l'Essonne par circonscription

Les équilibres ne sont pas modifiés par rapport aux législatives précédentes. Les dix députés sortants sont réélus. Nicolas Dupont-Aignan, qui a quitté l'UMP mais a appelé à voter pour Nicolas Sarkozy au second tour de l'élection présidentielle, est le mieux élu du département dans la Node-count limit exceeded. En revanche, Pierre Lasbordes ne devance que de 200 voix sa concurrente socialiste dans la Node-count limit exceeded.
Node-count limit exceeded

## Hauts-de-Seine
Node-count limit exceeded

Députés élus des Hauts-de-Seine par circonscription

Terre d'élection du nouveau président de la République, les Hauts-de-Seine envoient à nouveau dix députés de droite à l'Assemblée nationale. Cinq d'entre eux sont élus dès le premier tour dont Joëlle Ceccaldi-Raynaud, qui succède à Nicolas Sarkozy dans la Node-count limit exceeded. La candidature de Jean-Christophe Fromentin a néanmoins convaincu une partie non négligeable des électeurs de Nicolas Sarkozy en 2002. Le renouvellement a lieu dans le camp communiste où deux des trois députés sont élus pour la première fois. Les socialistes, battus au premier tour dans les Node-count limit exceeded, n'obtiennent aucun siège.
Node-count limit exceeded

## Seine-Saint-Denis
Node-count limit exceeded

Députés élus de la Seine-Saint-Denis par circonscription

Comme en 2002, neuf sièges reviennent à la gauche et quatre à la droite. Le PCF perd la Node-count limit exceeded : au premier tour, le candidat désigné pour succéder à Muguette Jacquaint arrive en troisième position derrière les candidats du PS et de l'UMP. Dans la Node-count limit exceeded, Mouna Viprey se retire conformément à l'accord traditionnel de désistement réciproque en faveur du candidat de gauche le mieux entre le PS et le PCF, alors qu'elle aurait pu inquiéter le député apparenté communiste Jean-Pierre Brard. À droite, Patrice Calmejane, dans la 8e, et Gérard Gaudron, dans la Node-count limit exceeded, parviennent à prendre la suite de Robert Pandraud et Jean-Claude Abrioux.
Node-count limit exceeded

## Val-de-Marne
Node-count limit exceeded

Députés élus du Val-de-Marne par circonscription

La droite gagne un siège de plus sur la gauche grâce à Didier Gonzales qui l'emporte avec moins de 150 voix d'avance sur Roger-Gérard Schwartzenberg, élu depuis 1988 dans la Node-count limit exceeded. Le communiste Pierre Gosnat prend facilement la succession de Jean-Claude Lefort dans la Node-count limit exceeded.
Node-count limit exceeded

## Val-d'Oise
Node-count limit exceeded

Députés élus du Val-d'Oise par circonscription

Dominique Strauss-Kahn devient le seul représentant du PS dans le département après la victoire sur le fil (un peu moins de 300 voix d'avance) de Yanick Paternotte sur Jean-Pierre Blazy dans la Node-count limit exceeded. Claude Bodin succède à Francis Delattre dans la Node-count limit exceeded.
Node-count limit exceeded

## Guadeloupe
Node-count limit exceeded

Députés élus de la Guadeloupe par circonscription

Contrairement à 2002, une certaine stabilité marque ces élections puisqu'un seul député sortant (Joël Beaugendre, battu par Jeanny Marc dans la Node-count limit exceeded) n'est pas reconduit.
Node-count limit exceeded

## Martinique
Node-count limit exceeded

Députés élus de la Martinique par circonscription

Serge Letchimy reprend l'ancien siège d'Aimé Césaire pour le PPM en écrasant Philippe Edmond-Mariette dans la Node-count limit exceeded.
Node-count limit exceeded

## Guyane

Députés élus de la Guyane par circonscription

Grâce au très bon report des voix du candidat régionaliste, Chantal Berthelot fait tomber Léon Bertrand, élu de la Node-count limit exceeded depuis sa création en 1988.
Node-count limit exceeded

## La Réunion

Députés élus de La Réunion par circonscription

Didier Robert, qui succède à André Thien Ah Koon, frappé d'inéligibilité, dans la Node-count limit exceeded est le candidat le mieux élu alors qu'il est opposé au président de la région, Paul Vergès. Le PS renforce ses positions en conservant la Node-count limit exceeded et en s'emparant de la 5e.
Node-count limit exceeded

## Saint-Pierre-et-Miquelon

Députés élus de Saint-Pierre-et-Miquelon par circonscription

La chute est brutale pour le député sortant qui perd plus de vingt points par rapport à 2002 et laisse son siège à Annick Girardin.
Node-count limit exceeded

## Mayotte

Députés élus de Mayotte par circonscription

Abdoulatifou Aly, soutenu par le MoDem, l'emporte sur le député UMP sortant.
Node-count limit exceeded

## Wallis-et-Futuna

Députés élus de Wallis-et-Futuna par circonscription

Comme dans la majorité des DOM-TOM, les législatives sont fatales au député UMP sortant.
Node-count limit exceeded

## Nouvelle-Calédonie

Députés élus de la Nouvelle-Calédonie par circonscription

Jacques Lafleur chute de manière spectaculaire dans la Node-count limit exceeded : il termine cinquième du premier tour avec seulement 11,74 % des voix. La présence au second tour d'un candidat indépendantiste (une première depuis la création de cette circonscription très anti-indépendantiste en 1988) permet à Gaël Yanno d'être élu largement.
Node-count limit exceeded

## Polynésie française

Députés élus de la Polynésie française par circonscription

Node-count limit exceeded